# 神慈秀明会

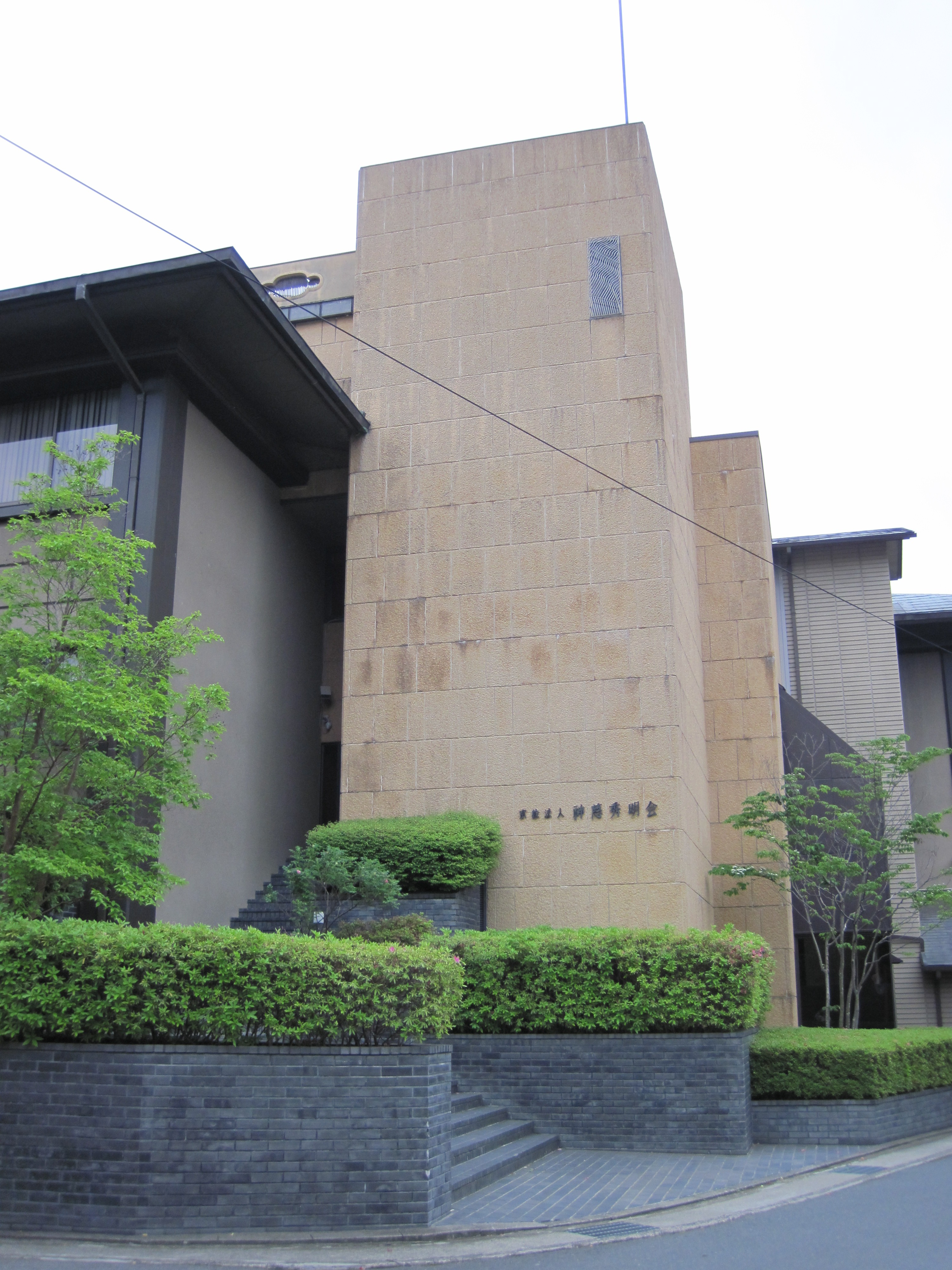
京都支部、神慈秀明会の登記上および実務上の本部、京都市左京区

神慈秀明会（しんじしゅうめいかい）は、日本の宗教法人の名称である。
「神」は教団での表記は旧字体だが、登記上は新字体を使用している。

## 概要
同教団は世界救世教から、1970年（昭和45年）3月1日に独立したことで生まれた。独立前の前身は、世界救世教の一所属団体であり、当時の世界救世教内で最大の教会であった世界救世教秀明教会（せかいきゅうせいきょうしゅうめいきょうかい）である。そのため、法人の登記上の設立日は1952年9月9日になっている。
神慈秀明会の教祖は、世界救世教の教祖である岡田茂吉である。また、この教団の立教者（開祖）は、世界救世教秀明教会の会長であった小山美秀子である。小山美秀子は、神慈秀明会の立教をしたものの、自身は教祖とはならず、立教時にはすでに死去していた岡田茂吉を神慈秀明会の教祖として立てた。
この教団は、世界救世教の分派教団の中では最大規模の団体であり、公称信者数は35万人とされている。
本部は滋賀県甲賀市信楽町。山中に約30万坪以上の境内を有する。この境内のことを神苑（みその）と呼ぶ。神苑内にはミノル・ヤマサキの設計した、富士山型の礼拝堂ホール（教祖殿）と、イオ・ミン・ペイ（I.M.ペイ）の設計した三味線の撥の形のベルタワー（カリヨン塔）があり、秀逸な建築物として興味も持たれるのだが、神苑敷地内は原則として信者のみが立ち入り可能であり、地域の住民や一般人が自由に見学できるようにはなっていない。なお、神苑の近接地に「MIHO MUSEUM」という美術館を建設しており、こちらは一般人に教団所蔵の美術品を公開している。
基本的な教義は、世界救世教のものを継承している。継承している基本的な教義とは、神道形式を踏襲した祭祀や礼拝の方法、教祖である岡田茂吉を、神と人の融合した姿・神人合一の存在として精神的支柱に据えている事、浄霊という手かざしの宗教儀式を行う事、教義上、美術、芸術鑑賞を重要視している事、自然農法という、教祖考案の農業を推奨する事などである。
だが現実的には、この教団は岡田茂吉教祖の記した教義のうち5%にも満たない量しか信者に公開しておらず、教祖に関する資料なども他教団に比べ著しく乏しい。その結果、信者は教祖の経歴や評伝、思想や功績などをあまり知らない。
これらの事は、神慈秀明会が岡田茂吉を教祖としながらも、実際には岡田茂吉の影響が薄弱な教団であることを物語っている。そしてこの教団には、その特徴形成において教祖以上に多大な影響力を発揮した人物が別に存在する。それは、強力なカリスマ性と強い布教指導力を持った、教団開祖の小山美秀子会主や、小山荘吉前会長らである。
教団は会の創始者である小山美秀子を、神に選ばれた特別かつ絶対的な存在であるかのごとく事実上位置づけており、教団において小山美秀子の信仰的教導は、教祖の教義以上の影響力を有していた。しかし実際には、小山美秀子はキリスト教の影響を強く受けており、岡田茂吉教祖の教義とは大きく異なる信仰観の持ち主であった。また、小山荘吉前会長の信仰的教導をみると、教祖の教義への知識が著しく欠落していたのだろうと思われるものが散見される。
そのため、小山美秀子、小山荘吉らの宗教的教導を比較検証してみると、岡田茂吉教祖が説いた教義や思想と大きく矛盾していたり、正反対の教えも多かった。だが、前述の通り教義の大部分が非公開である上、離脱の神意の教義のため教祖の教えを有する世界救世教に近付くことが出来なかったため、神慈秀明会の信者らは、小山美秀子、小山荘吉たちの教導と教祖の教義とを比較検証するすべを持たず、教祖のあらゆる弟子たちの中で、唯一小山美秀子や小山荘吉だけが、教祖の教えを正しく説くことが出来るとする教団のふれこみをそのまま信じるしか無かった。
そんな、小山美秀子会主、小山荘吉前会長による強力な統率の元、急激な発展を遂げた同教団は、世界救世教からの独立後、時間がたつごとに徐々に教祖の影響が薄れてゆき、教団はいわば小山家流とも言えるような独自の方向に大きく塗り替えられ、教祖の影響が強い他の世界救世教系教団とは異質な教団に変化していった。詳細は#会主信仰の節を参照。
そして、小山家流の文化や思想に塗り替えられた神慈秀明会は、後に内外から多くの批判を浴びる旧体制と呼ばれる時代を生み出すことになる。
旧体制とは、1970年の独立から1996年末までをさす。この時代に神慈秀明会は、会主、会長の強力なカリスマ性と布教指導力の元、教団に入信することで起こるようになるとされる奇跡、奇瑞を宣伝の要として、「あなたの健康と幸せをお祈りさせてください」という声かけや、路上や駅前での手かざし（浄霊）などで当時有名になった活発な布教活動を行うことで信者数を大幅に増やし、本部境内（神苑）や美術館等の大規模な建設も行い、その建設の資金源となる献金の積極的な推進などを信者らに行った。
この時期に同教団は大きな発展を遂げたが、活発が行きすぎて過激化、非常識化した布教活動や献金活動が、報道などには至らなかったが様々な社会問題を水面下でおこしていた。1996年末、秀明会某拠点における非常識な活動が、偶然にもある外部の有力者に漏れてしまう。これが当時竣工間近だったMIHO MUSEUMにとって重大な問題に発展してしまう。その問題解決のために二代目である現会長の小山弘子により、それまでの体制が急遽変更されることとなる。1997年からの新体制以降は、社会問題の原因になりがちだった、過激化した布教活動や献金活動などを制限、活動は全盛期に比べかなり沈静化した。
しかし、教団活動の沈静化にもかかわらず、この教団に対するネット上などでの批判はいまだに活発である。それは、多数の被害者を出したとされる旧体制に対して、会として責任の所在を明確にしておらず、正式な謝罪や補償などをしていないこと。教団は旧体制時代の存在を、反省すべきものとしてとらえるどころか無かったこととして黙殺しようとしていること。そのため、一部の個人や拠点においても旧体制の反省が無く、旧体制時代式の行動（外での浄霊実践やノルマ設定や強力な献金活動）をいまだに改めない者がおり、教団としてもそういうものに注意を促す体制が無いこと。さらには、教義の根本を覆すような旧体制時代に行われてきた教導が、教祖の教義と多数の矛盾を有している事などに対する説明責任を全く果たしていない。詳細は#旧体制から新体制への節を参照。
神慈秀明会の教団施設建設において、住民からの反対運動が時々発生している。1995年の長野県松本市における最初の建設反対運動において、反対運動が功を奏し、建設阻止にいたったドキュメンタリーは、後に書籍として出版され、神慈秀明会に限らないさまざまなカルト宗教の建設反対運動における参考書として活用されている。2005年に神奈川県横浜市青葉区に発生した施設建設反対運動は教団の施設の建設阻止に成功したが、2006年に発生した神奈川県横浜市戸塚区内における横浜出張所の建設においては、住民の反対署名を5000名以上集めた建設反対運動が行われるも教団は建設を強行し、2007年に施設は完成した。同年には山口県周南市において、住民の反対署名を4000名以上集めた集会所建設反対運動が行われ、教団は建設を断念した。2008年、宮崎県宮崎市において、11,000人もの署名を集めた集会所建設反対運動が行われたが、建設を実行に移し建物は完成した。また、2017年には三重県伊勢市に集会所建設を行おうとするが、周辺住民からの反対運動、周辺道路への幟の設置などにより、移転建設計画は白紙に戻った。
2006年には大阪国税局の税務調査を受け、相続税など計約16億円の申告漏れの指摘や、施設工事に絡んだ1億円の不正な金の流れなどが、朝日新聞をはじめとして全国的に取り上げられたことより、教団創始者の一族である小山家が、信者の自己犠牲（#自己放棄）による献金から50億円近い個人資産を形成していたことが発覚し、新たな批判を受けている。詳細は、#報道の節を参照。

## 組織

### 教祖・教団創設者・会長職
教祖は世界救世教教祖の岡田茂吉。信者は「明主様（めいしゅさま）」と呼ぶ。神慈秀明会の信仰は「明主様信仰」と言われており、岡田は教祖であると同時に、信仰の対象でもある。
教団創始者は小山美秀子。信者は「会主様（かいしゅさま）」と呼ぶ。世界救世教から独立を実行した開祖という立場であり教祖ではないが、神慈秀明会では事実上教祖以上の尊敬対象になっている。会主は会長よりも上位の役職であり、おそらく美秀子のためにだけ存在する役職である。彼女の死後、2代目会主には誰も就任していない。
現会長（代表役員）は美秀子の孫である小山玉男。初代会長の小山荘吉は美秀子の長男。荘吉が48歳の若さで急逝したため、会主の美秀子は急遽、布教、信仰経験のない小山弘子を会の代表に任命し、2代会長とした。2022年に弘子が逝去した後を現会長である玉男が3代会長職を引き継いだ。信者はかつて荘吉を「会長先生」、荘吉逝去後は弘子を「会長先生」と呼んでいたが、荘吉の逝去後は荘吉を「命様（みことさま）」、弘子の逝去後は弘子を「清和命様（せいわのみことさま）」と呼ぶようになった。

### 役職
役職には、教師（資格者）、助教師、世話人、準世話人がある。
世話人とは、一定の信者を導く事でなれる。導いた信者をグループ化し、信仰的な世話をする。助教師は、複数の世話人を統括する。教師は複数の助教師を統括したり、参拝所の運営をしており、階層的な組織を構成する。教師の役職はすべて本部の職員で、一部の助教師も職員の者がいる。また、教師にも階位が3段階あり、支部長、拠点長などと呼ばれる。

### 信者
神慈秀明会ではおひかりと呼ばれるお守りを授かることで入信（にゅうしん）する。入信すると信者となり、第三講（新入信者会）と呼ばれる本部参拝によって本信者となる。入信していない人は未信者と呼ぶ。なお、くもり信者とは、退会した信者のことではなく、不熱心で活動に参加しない信者や、教団に批判的な姿勢をとる信者のことをさす名称である。
信者は、青年部（未婚の若い男女）、学生部（中・高校生）、ジュニア部（幼児、小学生）、男子部（既婚の男性、または若くない男性）に所属する。青年部は、さらに大学生部と、成人部（大学生ではない若い男女）に分けられる。なお、既婚の女性が所属する部（婦人部など）は、なぜか存在せず、一般と呼ばれ、部としてはあつかわれなかった。
信者数は、現在は公称44万となっている。また、参考までに、1970年の独立当時の信者数は、1万人強だったと言われている。

### 参拝所
参拝所は本部以下、その規模により「支部」、「出張所」、「集会所・センター」、グループ、と分類される。グループ以外は責任者として本部公認の教師が常駐し管理される。参拝所は、日本全国で、最大時100カ所を越えていた。なお、「支部」、「出張所」、「集会所」の区分は毎月の秀明紙勉強会（秀勉）受講者数などによって区別されている。
※秀明紙勉強会（秀勉）については戒律の節を参照のこと
| 参拝所の区分 | 秀勉受講者数      |
| ------------ | ----------------- |
| 支部         | 月平均1,000名以上 |
| 出張所       | 月平均 100名以上  |
| 集会所       | 月平均 100名未満  |

### 所在地
本部：〒529-1814 滋賀県甲賀市信楽町田代 ヰカキ353-8-2
上記が正式な住所だが、団体としては信楽町以下を「神苑2」という通称で表記している。国から認められている訳ではないが、郵便物などは一応届く。
なお、信者らが称する「本部」とは、滋賀県信楽町の神苑の事を指す。神慈秀明会の登記上および実務上の本部は、京都府京都市左京区鹿ケ谷下宮ノ前町20の神慈秀明会京都支部内にある。これは世界救世教から離脱を行った当時には現在の京都支部を本部として申請し、京都府知事から承認を得ているからである。
黄島支所：〒701-4302 岡山県瀬戸内市牛窓町牛窓
黄島全域を所有しており、定期航路はない。貝殻をイメージした黄島神殿などの建物がある。
日本国内の支部:
札幌・東京・千葉・名古屋・滋賀・京都・奈良・豊中・日根野・神崎・玉手山・西宮・神戸・本山・姫路・福山・広島・松山・高知・北九州・福岡・熊本
(ただし、神戸・本山の2支部は神戸総合支部として同一建物内に存在する。また、滋賀は守山研修所という本部の建物と合同の建物となっている)
日本国内の出張所:
旭川・青森・盛岡・仙台・秋田・日立・水戸・さいたま・八王子・横浜・さがみ・宇都宮・松本・新潟・富山・金沢・岐阜・静岡・浜松・豊橋・豊田・近江八幡・交野・須磨・岡山・米子・松江・呉・徳山・山口・高松・徳島・長崎・宮崎・鹿児島
日本国内の集会所・センター:
山形・福島・足立・高崎・甲府・所沢・福井・三重・鳥取・佐賀・沖縄
※上記は本部直轄の拠点であるが、上記拠点に属する参拝、集会を行う集会所・センターが存在する。

## 人物

### 岡田茂吉
岡田 茂吉（おかだ もきち、1882年12月23日 - 1955年2月10日）は、世界救世教の教祖であり、小山美秀子によって神慈秀明会の教祖に推戴された。

### 小山美秀子
小山 美秀子（こやま みほこ、1910年5月15日 - 2003年11月29日）は、神慈秀明会の創始者であり、初代会主。教祖ではない。「美秀子」という名は、岡田茂吉による改名である。
1910年（明治43年）、大阪の河崎家において、孝造とツネの二女として生誕。1928年（昭和3年）に大阪府立清水谷高等女学校を卒業後、東京の自由学園（羽仁もと子学園長）高等部に進学、卒業。この時期、キリスト教を基盤とする羽仁の思想に共鳴し、キリスト教の信仰精神を培った。
1935年（昭和10年）、小山晃吉と結婚。二男一女をもうけるが、長女・弘子の懐妊時において妊娠腎の診断を受け、これをきっかけに岡田の弟子である川上吉子より、岡田式神霊指圧療法の施術を受けた。翌1936年（昭和11年）3月23日、川上より講習を受け、同治療の治療師となる資格を得た。
その後、岡田の活動が治療から宗教に変化するに従い、美秀子の活動も治療師から布教師へと変化し、京都府京都市左京区鹿ヶ谷(現在の同会の京都支部)において世界救世教秀明教会の看板を掲げ、初代会長に就任した。
世界救世教秀明教会は、はじめ小さな教会であったが、岡田の死後に信者数を飛躍的に伸ばし、当時の世界救世教内で最大の教会となった。その功績を買われ、世界救世教在籍時代は、男性中心の傾向を持つ世界救世教においては珍しく、常任理事、および布教部長という要職に就任した。美秀子が世界救世教本部の役員に就任するにあたり、世界救世教秀明教会の会長職を長男・荘吉に委譲した。
神慈秀明会の独立後は、美秀子と荘吉の2本柱で教団を教導していた。昭和59年の荘吉の急逝により、信仰経験のなかった長女・弘子を2代会長に急遽任命するも、信仰的な教導は美秀子が一人で行っていた。
2003年（平成15年）、老衰で死去。死去の5年ほど前まで、神慈秀明会の教導やMIHO MUSEUMに展示する美術品の購入などを行っていた。

### 小山荘吉
小山 荘吉（こやま そうきち、1936年4月8日 - 1984年7月11日）は、神慈秀明会の初代会長。「荘吉」という名は、岡田茂吉による改名である。
1936年（昭和11年）4月8日、小山晃吉と美秀子の長男として、兵庫県芦屋で生誕。同志社大学経済学部卒業後、カリフォルニア大学ロサンゼルス校経営学科に2年間留学。昭和42年12月、世界救世教秀明教会の2代会長に就任。神慈秀明会になってからは、信仰的な教導を行いながら、神苑建設の推進（#建設）をするなど、多忙な日々を送っていた。
1984年（昭和59年）、脳出血のため急逝。48歳の若さだった。
荘吉には二男二女を妻との間にもうけており、二男のうち、玉男については2代会長(弘子)の高齢化に伴い、後継者として3代会長となった。また、玉男の弟である昌英については、会の自然農法部長に就任し活動している。

### 小山弘子
小山 弘子（こやま ひろこ、1940年8月6日 - 2022年9月1日 ）は、神慈秀明会の2代目会長であった。小山美秀子、小山荘吉とは異なり、「弘子」という名は本名である。
1984年（昭和59年）に荘吉が死去するまでは、弘子は神慈秀明会の役員として名は連ねていたが、運営に深く関わっていたわけではなく、布教、信仰経験もない、平凡な一般人として生活をしていた。荘吉が死去し、美秀子によって2代会長に急遽任命されてからは、多忙な生活となった。主な実績は、MIHO MUSEUMの建設の推進と美術品収集。#インターフェイス活動への参加、そして、体制変更の実現である。
2022年（令和4年）9月1日 神慈秀明会から正式に死去が発表される。また、秀明紙などにより諡（おくりな・仏教でいう戒名に相当する）は「清和美妙弘明命」様（せいわびみょうこうみょうのみこと）と発表された。

### 小山玉男
小山 玉男（こやま たまお）は、前会長　荘吉の長男。長い間弘子のみで会の運営や式典を行っていたが、弘子の高齢に伴い玉男も式典や海外での活動に出向くようになった。
上記のとおり2代目会長である弘子死去に伴い令和4年11月より3代目会長に就任した。現会長である（教団内での呼び方は「会長先生」に改められた）。

## 沿革
- 1941年(昭和16年） - 会主、小山美秀子が世界救世教に入信。(*)
- 1949年（昭和24年） - 宗教法人世界救世教の1所属法人（1教会）として、宗教法人世界救世教秀明教会が設立。(*)
- 1955年（昭和30年） - 世界救世教教祖の岡田茂吉が死去する。
- 1970年（昭和45年） - 宗教法人世界救世教秀明教会が、宗教法人世界救世教との被包括関係を解除し離脱独立。神慈秀明会を立教。
- 1983年（昭和58年） - 神慈秀明会本部神苑、神殿、教祖殿の落慶。
- 1984年（昭和59年） - 初代会長の小山荘吉が死去する。
- 1997年（平成9年） - 新体制発足。神慈秀明会の美術館MIHO MUSEUMオープン。
- 2003年（平成15年） - 会主の小山美秀子が死去する。
- 2022年（令和4年） - 2代目会長・小山弘子が死去する。

(*)「世界救世教」という名称は1950年（昭和25年）からだが、便宜上このように解説している。

## 信仰

### 教義
礼拝対象は教祖岡田茂吉が書いたとされる「大光明」の文字を神体としたもの、および、教祖の写真である。主催神は「大光明（みろくおおみかみ）」である。また、岡田茂吉を「神人合一」の存在とし、教祖でありながら信仰の対象でもあるとする。教祖の神名は「おしえみおやぬしの神」である。 副次的な祭神として、みろく大黒天がある。智福寿の加護があるとされている。
信者は、自宅にご神体を奉斎し、家と、その家がある地域の幸福を願う。先祖の慰霊として仏壇内に教祖岡田茂吉が描いたとされる「十一面千手観音像」の絵を奉斎することで先祖供養を行う。信者は、礼拝時に、日本神道で一般的に使用されている天津祝詞（あまつのりと）や、教祖が観音経を元に制作した独自の祝詞である善言讃詞（ぜんげんさんじ）を唱える。
また毎年2月3日の節分、6月30日、12月31日の3日間は神道でも行われる「大祓い」を行う。その際には『神言(かみごと)』を唱える。これは神道で用いられる「大祓詞」の文言に極めて似ているが一部を教祖が変えており、一部が通常の大祓詞とは少し違っている。
この宗教は、祝詞を唱えるため、一応、神道に分類されるが、教義には仏教の観音が出てきたり、ユダヤ教やキリスト教のメシア思想があったりと、様々な宗教思想を複合している。信者は、入信時に「おひかり」と呼ばれる、絹の袋で作られたお守り状のものを受け取り、首にかける。おひかりの授与をもって入信と見なされる。おひかりの授与を無しに会に入会するような制度は存在しない。神慈秀明会の宗教儀式である浄霊は、このおひかりを首にかけていることで可能となる。
この教団の主な教えは、信者がこの教団の活動に参加することで、様々な不幸に対し、神の力による奇跡が起こり、幸福になるということを説くものである。精神面や人生観に関する教えを説く事は少なく、活動主体の団体である。この教団の目標は、「人類救済、地上天国建設」であったが、後述する体制の変更後は、「世界平和を祈る」というものにトーンダウンしている。
なお、この節で解説した、神慈秀明会が行う信仰の姿は、世界救世教のそれとほとんど同一である。

### 信者の信仰生活
- 朝夕の「礼拝」を行う。
- 「浄霊行」（手かざしによる他者への魂の浄化）を行う。
- 聖教書（岡田茂吉執筆物の一部とされる）「拝読」を行う。
- 本支部出張所への「参拝」を行う。毎日参拝することも推奨されており、それを「日参（にっさん）」と呼ぶ。
- 参拝所の清掃や事務などの手伝いをする「奉仕」を行う。神慈秀明会における奉仕は、単なるお手伝いではなく、魂が向上する信仰的な意味がある事とされている。
- 信者は教団の活動を経済的に支援する「献金」を行う。一般社会における献金とは単なる寄付であり、それ以上の意味はないが、神慈秀明会における献金は、単なる寄付以上の、宗教的な意味合いを持つ。献金を行うことで、魂が向上し、奇跡が起こり、不幸が幸福に変わっていくとされている。

### 戒律
教祖・岡田茂吉の教義には、信者に課すべき戒律は存在しない。むしろ岡田茂吉は、戒律がない宗教であることを重要な特徴として説いていた。だが神慈秀明会には、自主的に定めた戒律が存在する。それは、毎月1日に発行される会報である「秀明紙」を勉強するための1時間程度の勉強会、秀明紙勉強会（しゅうめいしべんきょうかい、略称：秀勉（しゅうべん））に、月に一回参加することであり、これが同教団唯一の戒律として定められている。なお、現在の神慈秀明会には会費制度が存在せず、同勉強会に参加することをもって会費のかわりとされている。
さらに神慈秀明会には、戒律とは別に、信者が守らなければいけないさまざまな制約事項が存在する。教団や信者らはこれらを戒律とは呼んでいないが、常識的な見地からみると、宗教的戒律と呼ぶにふさわしいほどの十分な厳しさをもった制約事項であると言える。
神慈秀明会の信者が必ず所有する「おひかり」というお守り状の信仰的アイテムの取り扱いについて、神慈秀明会はさまざまなルールを設けている。これについては、おひかりの節を参照のこと。
神慈秀明会には、離脱の神意の教義に基づいた禁止事項と、それを破ったときに科せられるペナルティが存在する。これについては、禁止事項とペナルティの節を参照のこと
また、神慈秀明会の#特徴である全体主義性や権威主義性の発揮による、信者に対する事実上の制限事項や禁止事項なども多数あり、これらのことから、神慈秀明会は、教祖・岡田茂吉の教えどおり戒律がない宗教であるとしながら、実際には多数の禁止事項や制限事項がある現状だという、ダブルスタンダードな状態を作り出している。

## 活動
芸術に触れることで、魂が清まり、人徳が向上するという教えに従い、教団は信者による芸術活動を積極的に推進している。華道、茶道、英会話、コーラスなどの文化教室を開催する。芸術活動の一環として、MIHO MUSEUMという美術館を建設し、所蔵の美術品を一般にも公開している。
秀明太鼓という和太鼓の演奏グループを運営している。信者の中から有志を募り、和太鼓の奏者として育成する。秀明太鼓は、主に神慈秀明会が賛同、参画するさまざまな行事やイベントで、演奏活動を行う。技術レベルは非常に高く、日本のみならず、海外での演奏活動の実績も豊富である。
教祖岡田茂吉が提唱した自然農法の理念に従って作られた、無農薬自然肥料の作物を、農家の信者が生産し、教団内で流通させている。また、農家ではない一般信者が、自然農法の農作業を手伝うことも、信仰上の奉仕活動および環境的な情操教育として推奨している。瀬戸内海の島のひとつである黄島に土地を所有しており、青少年育成のために、夏休みの期間、黄島の海岸を利用して、身体障害者や学生の信者を対象としたキャンプを行う。

## 行事

### 本部式典（年次）
| 行事           | 日時                                                                        | 備考 |
| -------------- | --------------------------------------------------------------------------- | --- |
| 元旦祭         | 1月1日                                                                      | 0時ちょうど、または11時 |
| 立春祭         | 2月4日                                                                      | 立春は教義上意味のある日とされている。 |
| 教祖祭         | 2月10日                                                                     | 岡田茂吉 教祖の命日 |
| 復活祭         | 3月1日                                                                      | 神慈秀明会が世界救世教に対し離脱独立を宣言した日を記念した式典                                                                                       |
| 記念大祭       | 5月3日～5日                                                                 | 神慈秀明会最大の祭典。 昭和58年の同日に本部神苑、神殿、教祖殿の落慶式典が挙行されたのに由来する祭典である。 大部分の実働信者が参拝するとされている。 |
| 認証感謝祭     | 6月2日                                                                      | 神慈秀明会が世界救世教からの法律的独立が承認された日                                                                                                 |
| 地上天国祭     | 6月 15日                                                                    | 岡田茂吉教祖が天啓を受けた日。神苑の日の出時刻に合わせ、早朝に執り行われる。                                                                         |
| 清和命様年祭   | 9月1日                                                                      | 小山 弘子 2代目会長の命日 |
| 男子大祭       | 毎年10月第3日曜日                                                           | 男子部の記念祭典 従来日曜祭で行われていた祭典を独立発展させたことに由来する                                                                          |
| 青年大祭       | 毎年11月                                                                    | 青年部の祭典 |
| 会主様年祭     | 11月29日                                                                    | 小山 美秀子 会主の命日 |
| 感謝祭         | 12月1日                                                                     | 信者らの手による自然農法の農作物の奉納が行われる。                                                                                                   |
| 明主様御降誕祭 | 12月23日                                                                    | 岡田茂吉教祖の生誕日 |
| 新入信者会     | 不定期（年数回）以前より回数は減少したが、主に4月に新中生とともに行われる。 | 第三講とも呼ばれる参拝であり、各拠点で入信した信者は、この新入信者会の参加をもって本信者と認められる。                                               |

### 本部式典（月次）
| 行事   | 日時                 | 備考 |
| ------ | -------------------- | --- |
| 月次祭 | 毎月1日              | 神道の同祭礼に相当する行事 本部については毎月1日に執り行われ各拠点の支部長・教師（資格者）は全員参加しないといけない行事になる |
| 日曜祭 | 毎月第1日曜日        | 第一日曜日が1日の場合は、月次祭と兼ねられる。                                                                                  |
| 慰霊祭 | 毎月10日（2月は9日） | 先祖供養を行う式典。 |

### 拠点式典
| 行事       | 日時                                                                 | 備考 |
| ---------- | -------------------------------------------------------------------- | --- |
| 月次祭     | 毎月、拠点ごとに定められた日 関西近郊の支部・出張所は13日。遠隔は8日 | 神道の同祭礼に相当する行事 本部の月次祭が1日に執り行われるため、各拠点の支部長・教師（資格者）が主催する祭礼は左記の日付で執り行われる。 |
| 感謝奉告祭 | 毎月、拠点ごとに定められた日                                         | 執り行わない拠点もある。 |
| 記念祭     | 毎年、拠点ごとに定められた日                                         | 名称を使わない拠点もある。感謝祭など。                                                                                                   |

## 布教
旧体制と呼ばれた過去の時代と、新体制と呼ばれている最近では、布教に対する姿勢が全く異なっている。
最近の布教は、不自然な布教活動を廃し、受け身型の布教が主になっている。社会活動（#NGO活動、太鼓演奏、美術館など）を通じた教団の間接的宣伝や、信者の信仰姿勢に興味を持った人の自発的な入信などである。2008年現在、同教団に入会するには、教団信者による紹介による布教が原則となっている。
過去の旧体制時代には、駅前・大学施設近辺などで「あなたの健康と幸せをお祈りさせて下さい」と、通行人に声をかけ、額に手をかざす宗教行為（浄霊）を行う街頭布教がたいへん積極的に行われていた。他にも旧体制時代の布教方法には、駅前で声をかけ、浄霊を行う駅前デモンストレーション（略称「駅デモ」）、大学のキャンパス内で浄霊を紹介する学内浄霊会、自宅を一軒一軒訪問して布教する戸別訪問などがあった。この団体では、宗教団体であるという事実や、神慈秀明会という名称を隠して布教するようなことは原則的に行わなかった。
布教において宣伝をしていたことは、教団に入信することで多数発生するとされている奇跡、奇瑞現象や、建設中の建設物がいかに素晴らしい物であるかということ、そして、人類救済、地上天国建設などといった壮大な目標を実現する団体であるということであった。こういった積極的な布教は、最近では見受けることはほとんどない。同教団が現在、積極的な布教を行っていない理由は、1996年末に体制を一新し、教団の方針が変わったからである。詳細は後節、#旧体制から新体制へを参照のこと。
神慈秀明会では、パンフレットのポスティングによる宣伝は、教義上の理由により、今も昔も行わない。

## 海外
神慈秀明会は、世界救世教からの独立以前である1960年から香港の布教を行っており、現在、香港には、布教所12箇所、約30000人の信者がいる。アメリカには、5箇所の布教所がある。台湾の台北に、3箇所の布教所がある。その他、小規模な布教所が、フランス、イギリス、フィリピン、カナダ、ドイツ、イタリア、ブラジルなどにある。

## 特徴
以前の神慈秀明会は、活発な布教姿勢と旺盛な建設事業が特徴だったが、新体制に方針を一新した現在の神慈秀明会は、布教や建設よりも社会に貢献することに主眼を置いて活動を推進している。
以下の記述は、体制の変更に関わらない、神慈秀明会のもつ普遍的な特徴である。新体制への方針変更前は、これらの特徴が非常に強く、変更後は、これがわずかに弱まった傾向がある。
- 品位や純粋さ、高潔さなどを重んじる会風である。ただしそれが行き過ぎ、潔癖主義、完璧至上主義的な面もみられる。
- 信者の割合は女性が非常に多く、女性上位の教団である。教団幹部や役員も、女性の割合が非常に高く活動の中心も女性。
- 優しさ、奥床しさ、清潔をモットーとしているが、実際には、特に役職を持った女性信者などに、ヒステリックで自分の主張を押しつける性格の者が多い。これは、旧体制の布教至上時代に、そういった性格の者ほど高い成績を上げていたためだと思われる。また、そういった性格の信者が教団のモットーをもとに自己の性格を反省するようなことはみられない。
- 多くの新宗教とは異なり、日本の政治や政治家などとは関わりを持たない[10]。
- 閉鎖的な教団である。本部境内（神苑）を主に信者のみの参拝と制限するなど、運営にさまざまな制限が多いことなどからも、教団の閉鎖的な性格がうかがえる。
- 海外のマスコミの取材は好んで受け付けるが、日本のマスコミなどの取材はほとんど拒否する。
- 潤沢な資産を持っており、超一流主義の教団である。建設などのさまざまなプロジェクトに超一流の結果を求め、そのためになら採算を度外視して惜しみなく多額の資金を投入する。 ただし単なるぜいたく趣味ではなく、高い芸術性と文化的な最先端性を結果に求め、社会から高い評価を受けることを期待する。
- 訴訟による解決を好まず、会が自ら訴訟を起こすようなことはない。ただし、信者からの献金返還訴訟などで被告にされた場合は、訴訟費用に糸目を付けず、徹底的に戦う[11]。
- 全体主義的な教団である。末端信者が会の方針に異議を挟むなどを嫌う傾向が非常に強い。
- 権威主義的な教団である。階級の権威と威厳を守るため、階級上位者が下位者に対し服従を要求することが多い。
- 教義上、戒律は無い。しかしながら現場では信者の行動にさまざまな制約を要求する場合が多く見受けられる。
- 教祖の教義では他宗教との交流を好んで行うことになっている。ただし、離脱の神意という神慈秀明会独自の教義上、教祖が立教した世界救世教との交流は拒否、または対立し、推奨されない。

## 出版物
神慈秀明会から出版されている教学書。なお、これらの書物を読むことを拝読といい、拝読時には正座の姿勢を要求される。

### 聖教書
聖教書（せいきょうしょ）は教祖岡田茂吉が書いた論文調の教えの内、100篇を選抜して作られた神慈秀明会の聖典である。初版は昭和48年9月23日。入信後、「第三講」と呼ばれる本部参拝時に渡される。
教祖は多筆多弁な人物であったため、彼の説いた教えは膨大にあるのだが、聖教書に掲載されている100篇の教えはそのうち5%にも満たない量にすぎない。しかも聖典としてまとめるために、聖教書の記述には多数の改変が加えられている。また、教祖の基本的な思想と、神慈秀明会において実際に行われてきた過激とも言えるさまざまな活動との間には矛盾する点が多数あるが、聖教書からは、そういった教祖の思想との矛盾点が発覚しかねない教えが、選別から意図的に排除されている。
信者は、この聖教書の100篇だけで教祖の教えの基本がすべて網羅され、それ以外の教えは読む必要が無いとすら信じているが、実際には神慈秀明会の活動上の都合に合わせて意図的に選別され、改変された聖典であるとする研究も存在する（本節の#参考外部リンクを参照のこと）。

### 秀明紙
秀明紙（しゅうめいし）は、毎月月初に信者に向けて発行される新聞型の機関誌。信者は同機関誌を無料で渡される。教団の指針や、信者の体験発表、教祖の教えなどが掲載されている。信者は、同会報を勉強する1時間程度の勉強会、
秀明紙勉強会、略称秀勉（しゅうべん）への月一回の参加が義務づけられている。

### 飛天
飛天（ひてん）は、神慈秀明会が独立して間もない1971年（昭和46年）に交通事故死した、秀明教会の教師、岡田三栄子の思い出集である。1973年（昭和48年）初版発行。この人物は、当時の教団における有力信者であり、会主小山美秀子の右腕的存在であったため、特別に思い出集の発行が行われたが、この書物の中に、『神慈秀明会の誇り』と名付けられた講義録が掲載されている。後に、神慈秀明会の特徴的な教義『離脱の神意』が、同書の『神慈秀明会の誇り』の内容をもとに作られた。この書物は単なる思い出集ではなく、この宗教の信仰を学ぶ上で重要な教本として扱われている。

### 命様ご講話集
命様ご講話集（みことさまごこうわしゅう）は、小山荘吉前会長の講話録。 「素晴らしき世界 新しい人生」というのが正式な題名。第3巻まである。
第1巻は1976年（昭和51年）4月10日初版発行。第1巻には「かもめのジョナサン」「M.コルベ神父」「世界人の条件」という講話が掲載されており、この本が神慈秀明会の布教に多大な影響を与えた。神慈秀明会内で、「かもめのジョナサンの本」という場合は、いわゆる小説の『かもめのジョナサン』を指すのではなく、この書籍のことを指す。
第2巻は1994年（平成6年）7月11日初版発行。「神苑大建設」と題され、神苑建設に関する講話がまとめられている。
第3巻は1995年（平成7年）11月23日初版発行。「行動する青年に」と題され、秀明カレッジで話された、青年信者に向けられた講話がまとめられている。

### 観音行
観音行（かんのんぎょう）は、 教祖岡田茂吉が書いた教えで、聖教書には載っていないものを数十篇収めてある書籍。この書物は新体制になってから発行されたものであるが、聖教書からは排除されていた神慈秀明会の旧体制時代の過激な活動と矛盾した教えが書かれている。この教えは、教団教師でも初めて知る内容であり、この教えと、旧体制時代の活動との矛盾を、教団教師ですら満足に説明できない状態を生み出している。そのため、信者の信仰上の混乱や旧体制の活動への批判の再燃となる可能性を危惧し、末端信者への配布を慎重にしている。資格者、助教師、世話人といった役職の上位順に配布され、末端信者への配布は現時点では見合わされている。

### その他
たまゆらの譜（たまゆらのふ）前会長小山荘吉の思い出集。全3巻。
光を仰いで（ひかりをあおいで）会主小山美秀子の思い出集。全1巻。

## 浄霊
浄霊（じょうれい）は、神慈秀明会が行う、手かざしによる癒しを目的とした宗教儀式である。
神慈秀明会の浄霊は3分から5分で終了する。浄霊は浄霊を行う者と、浄霊を受ける者とが向かい合わせになり行う。神慈秀明会では、浄霊を行う前、および、浄霊が終わったとき、浄霊を行った者と受けた者が、手を合わせ、声をそろえて、「明主様ありがとうございます」を3回唱えることが作法になっている。
浄霊を受ける者は、浄霊の儀式の間、目をつぶり、浄霊を行う者の開始と終了などの合図に従う。浄霊を行う者は、まず、相手の額に手をかざす。2分ほど経過したら、相手に頭を下げてもらうように促し、2分間ほど脳天に手をかざす。これで浄霊の儀式は終了する。神慈秀明会では、この浄霊を行う事で、相手の魂が浄まり、奇跡が起こり、病気が治り、悩みから解決されるとしている。浄霊は、入信時に教団から授与されるお守り状のおひかりを首にかけることで行えることになっている。おひかりは、浄霊を行う際に必要なものであり、浄霊を受ける側には、おひかりは必ずしも必要ない。
神慈秀明会の浄霊は、世界救世教が行う浄霊がもとであるが、世界救世教のものとは、その作法に差異がある。世界救世教の浄霊は、頭部だけではなく、胴体部分にも、前後左右より手をかざす。また、浄霊の時間も神慈秀明会の浄霊より長いが、神慈秀明会の浄霊は額と脳天のみに、正面だけから手をかざし、5分程度で終了する。離脱の神意の教義では、神慈秀明会の浄霊作法こそが正しく、世界救世教の浄霊作法は間違いであると説いている。

## おひかり

### おひかりとは
おひかりは、神慈秀明会への入信時に受け取る、絹の外袋に入ったおまもり状の信仰的アイテムである。信者はおひかりを首にかけることで浄霊を行うことが可能になる。
おひかりの中に入っている物は、教祖が書いたとされる「光」「光明」「大光明」の三種類の紙片のコピーである。入信時にうけとるものには「光」が入っており、希望者は教修を受けることで「光明」を得ることが出来、資格試験を合格し、教師の役職を得た物は「大光明」を得る。
より上位のおひかりの方が、浄霊の力が強いとされている。また、通常、浄霊は1対1で行うものだが「大光明」をかけたものは、集団浄霊と言われる、多人数への同時浄霊を行うことが出来るとされている。
おひかりの袋、および紐は絹製である。希望者は、教団によって定められた金製の鎖に限り、紐として使用することが許される。
おひかりを首に掛ける際は、おひかり本体が肌に触れるような、肌着の内側にかけなければならないとか、おひかりは定められた専用の釘や三方の上のみに安置することが許され、それ以外は許されないなど、神慈秀明会において、おひかりの取り扱いには、さまざまな規則や制限が存在する。
これらの取り扱い上の規則を破り、教団が定める粗相をおこなってしまうと、後述するお詫びまたはご焼却とよばれる状態になる。

### お詫び
お詫びとは、おひかりに教団が定めた粗相を働いたため、浄霊の力を失ってしまったおひかりに対し執り行う儀式を指す。その状態のおひかり、またはその信者の状態を指す言葉としても使われる。（用例：「私、今、おわびだから浄霊が出来ません」）
おひかりは、粗末に扱うことで「おひかりにご無礼を働いた」とされる。この「ご無礼を働いた状態」のおひかりは、浄霊をする力が失われたとされ、「おわび」（または「お浄め」）といわれる儀式を行うまで、浄霊の力は復帰されないとされる。
教団の定めるおひかりへの粗相とは、以下の物が代表的である。
- 靴を脱いで歩く場所（屋内など）におひかりを落とす
- ロッカー内や衣服の上など、教団が認めていない場所におひかりを置く。
- 他人の血液など不浄なものが外袋に付着する（本人の血液は少しなら許される）
- 雨水などで著しく濡れてしまう
- おひかりを首に掛けていない状態で、虫（空を飛ぶ虫に限る）や動物などが触れる
- 未信者などの無関係者が触れる
- 絹袋は汚れるので定期的に交換を行うが、交換時に、袋の中に体毛が入っている（ペットなどの動物の毛が入っている場合は、後述のご焼却状態と判断されることもある）。
- お詫びのおひかりと同じ場所に、お詫びではないおひかりを安置した場合、そのおひかりも連鎖的におわび状態となってしまう。
- 世界救世教や真光など、世界救世教系他教団の信者の浄霊を受けたり、それらの信者に浄霊を行った場合、おひかりがおわびになると判断される場合がある。

おわび状態のおひかりは、神前でおわびの儀式を行い、その不始末を神に謝罪することで浄霊の力は復活するとされるが、神慈秀明会では、単におわびするだけでは許されず、さまざまな信仰的約束を行うことが求められる。信仰的約束とは、参拝の約束、入信者を作る、献金を行うなどである。
おわびの約束が信者と教団側とで折り合わない場合や、おわびの約束を実行してからでないとおわびの儀式を執り行わないと教団側が主張する場合なども多く存在し、なかなかおわびの儀式が行われない事も少なくない。
行われた粗相がおわびに値するかどうかや、どのような約束を行うことでおわびの儀式を取り次ぐかなどの判断は、担当教師が行う。判断の際、おわびが繰り返されるごとに、要求する約束事を厳しくつり上げていくのが一般的である。また、先に信仰的な約束を果たさないと、おわびの儀式を行わないという判断をすることもある。
なお、お詫びの儀式自体は、神前で祝詞を奏上するだけの簡単な物である。

### ご焼却
ご焼却とは、おひかりに教団が定めた、お詫びでは済まない粗相を働いたため、浄霊の力を永久に失ってしまったおひかりに対し執り行う焼却処理の儀式を指す。その状態のおひかり、またはその信者の状態を指す言葉としても使われる。
ご焼却という儀式は、おわびでは済まない粗相が行われたおひかりを本部宛に全国から集め、それを一括焼却する儀式である。
教団が定める、おわびでは済まない粗相の例は、以下の通りである。
- 人間が土足で歩く場所（屋外など）におひかりを落とす。
- トイレなどの不浄な場所におひかりを落とす。または汚物などが付着する。
- おひかりをまたぐ。踏みつける。切断する。
- おひかりが水などにひたり、その水分が中の紙片にまで到達する。
- おひかりを首に掛けていない状態で、空を飛ばない虫がおひかりに接触する。空を飛ばない虫とは蟻などの地面をはう虫であり、土足の場所におひかりが落ちたという状態と同等に見なされる。

ご焼却の状態となったおひかりは、ご焼却の儀式を行う以外選択肢はなく、信者は、おひかりを再度受けるまで浄霊を行うことは出来ない。おひかりを受け取ることを拝受（はいじゅ）といい、ご焼却になったために再度受けることを再拝受（さいはいじゅ）というが、この再拝受が許可されるためにも、おわび以上に厳しい信仰的約束を求められることが多い。

### おひかり以外のお詫び、ご焼却
本節では、おひかりのお詫びとご焼却を解説したが、おひかり以外にも、神体や屏風観音など、教団から受けとる信仰的礼拝対象にも、おわびやご焼却の状態が存在する。これらのものがおわびになるもっとも多い理由は、虫の付着であろう。神体や屏風観音はおひかりよりも上位の信仰的アイテムなので、おひかり以上に厳しい信仰的約束が求められることが一般的である。

## 建設
神慈秀明会が滋賀県の山中に所有する、広さ30万坪以上の本部境内を神苑（みその）と呼ぶが、神慈秀明会は、この神苑内の建設を、多額の金銭と長い年月をかけて行った。これを神苑大建設（みそのだいけんせつ）と呼び、建設に信仰的な意義を設け、その資金となる献金を強く推奨していた。
神苑大建設は、神慈秀明会における具体的な達成目標として、信徒の団結力や求心力の強化、活性化という意味で大きな役割を果たした。
神苑境内は、鳥居にあたる神域門やみたらしなど、神社的な構造をしているが、建築物は日本的な雰囲気を残してはいるものの、有名な建築デザイナーによる洗練されたデザインと、当時の最先端技術を駆使した、現代的な建築が主である。
神苑は、カリヨン塔の建設をもって完成とされた。
※山中にあるため、周辺道路が土砂崩れや路肩破損などの場合行くことができなくなり、復旧するまでの行事は全て中止となる。

### 神殿、教祖殿
神殿は、神慈秀明会において最高位のご神体が奉斎される建物である。白い大理石で覆われた8角形の建物であり、屋根の中心部に、リチャードリポート作成の「サンツリー」と呼ばれる彫刻が設置されている。教祖殿の奧にあり、教祖殿と廊下でつながっている。教義上の理由により、決められた一部の幹部信者しか入ることが出来ない。
教祖殿は、信者が礼拝するための礼拝堂である。3000席以上の椅子席が設けられている。この建物は、ミノル・ヤマサキデザインにより、富士山をモチーフとした、4本の曲がった柱だけが天井を支えるという奇抜な造型をしていた。構造設計よりもデザインが先という一般的ではないアプローチだったが、坪井善勝東大名誉教授により、難易度の高い構造設計が成功し、建設が実現した。
- 基本設計：ミノル・ヤマサキ
- 構造設計：坪井善勝研究室
- 実施設計、管理：伊東建築設計事務所、日本設計事務所
- 設備設計：総合設備計画
- 照明デザイン：石井幹子デザイン事務所
- 音響設計：永田穂建築音響設計事務所
- 御尊像製作：圓鍔勝三
- 彫刻制作：リチャードリポート、リーダッセル
- 神域門、みたらし制作：流政之
- 施工：清水建設
- 着工：昭和55年
- 落慶：昭和58年

### 祭事棟
日本建築による迎賓館。この建物は信者に対しても原則非公開であり、年数回程度の開帳のみで、自由に見学ができるようになっていない。内部は新たに設計をされた部分と2代前の近江八幡出張所の建物であった移築を行った移築棟(旧梅村邸)から構成されている。

### ベルタワー「ジョイ・オブ・エンジェルス」（カリヨン塔）
I.M.ペイ設計、清水建設施工。ペイが日本国内で初めて手がけた建造物である。

### その他の建築物
研修棟 
教祖殿に続き建設。主に信者の宿泊、研修、食事、祭典具の販売を行う。後に第2研修棟が追加で建設された。
講堂棟
大型の大ホールがあり、教祖殿に入りきれない信者の参拝や、講演、演劇などが行われる。建物の最上部はスクエアと呼ばれる大きな広場になっている。
宗務棟
各部事務所や会議室、信者の休憩施設がある。

### 彫刻など
雲が滝（みたらし）流政之による石造りの滝。参道の途中にあり、神社で言うところの手水舎の役割をする。
天門流政之による、巨大な8本の石の彫刻。神社で言うところの鳥居にあたり、俗界と神界を分ける意味合いを持たせている。
メモリアル半田富久の彫刻。球形のモニュメントである。会主小山美秀子、初代会長小山荘吉の功績を記念した記念碑であり、墓所でもある。

### その他の建設
神苑大建設の終了後も、神慈秀明会の建設は続いた。MIHO MUSEUMの建設は、金額的な規模においては、美術品の収集も含めるため、神苑大建設を上回るとされている。2012年には、神苑の近接地に、MIHO美学院中等教育学校が開校した。

### 備考
神慈秀明会では、神苑建設の話を、神苑大建設（みそのだいけんせつ）となづけ、重要な教義として位置づけている。神慈秀明会の一部の信者の間では、神苑の完成をもって、「最後の審判」と呼ばれる、世界的な大災厄が来ると信じられていた。昭和58年の落慶までにかかった工事費用は、100億円とも150億円とも言われている。

## 奇跡と奇瑞
神慈秀明会では、奇跡または奇瑞（きずい）と呼ばれる現象が、非常に頻繁に起こる宗教として布教されていた。奇跡を気軽に体験出来るという所に興味を持った、好奇心、探求心旺盛な青年層や、奇跡が起こることで、本人や家族の難病重症が解決されるという可能性にかけた者などの入信が相次いだ。
この宗教の教義では、無神論者に奇跡を体験させることで、神の存在を多くの人に認めさせようとすることを目的としていた。なお、神慈秀明会が新体制に変わり、積極的な布教活動が行われなくなるに従い、奇跡や奇瑞は著しく減ったものとみられている。

### 奇跡
奇跡（きせき）とは、神の力で難病が治癒されたり、大事故から免れるような御利益の事例の事である。
奇跡を起こす物としては、#浄霊と、聖水（通称：#奇跡の水）がある。奇跡の多くは、毎月行われる本部の祭典において信者による体験談の形で発表され、それが会報「秀明」に掲載されることで信者内に広く伝わる。浄霊の儀式により、奇跡が起こった例が多数会報「秀明」に掲載されている。
教義上、神慈秀明会では、同教団があらゆる宗教団体でもっともたくさんの奇跡が起こる宗教団体であると信じていた。神慈秀明会で発行される印刷物では、奇跡という表記が使われることが多く、奇蹟という表記が使われることはほとんど無い。神慈秀明会に入信したり、各種祭典への参拝を行うこと、布教活動に参加すること、また、高額の献金を行うことでも、さまざまな奇跡が起こった事例が会報「秀明」に多数掲載されている。特に#夏期布教において奇跡が多数起こるとされており、奇跡を体験したい青年部信者は夏期布教への参加が推奨された。
会報に掲載されたもの以外でも、非常に多数の一般信者が奇跡を体験しており、日常的な現象になっていた。新興宗教にありがちな、虚偽による御利益の捏造のようなものではなかったことは、神慈秀明会に否定的な元信者であっても認めている。ただし、神慈秀明会には、発生した奇跡が本当に神の力による超自然現象か、それとも偶然や思いこみの産物なのかをきちんと見分けようとする風潮はなかった。したがって、偶然や思いこみ、プラシーボ効果によるものも奇跡の一つとして積極的に数えており、そのことが奇跡の発生事例数を水増ししていたといえる。この風潮がいきすぎ、会報「秀明」に、一信者が捏造した奇跡事例を、検証無く真実として掲載してしまった事件も発生した。
なお、神慈秀明会と元信者との近年の裁判において、元信者側の「神慈秀明会は奇跡の話で多数の信者を集めていた」という主張に対し、神慈秀明会側は、弁護士に、そのような行為は行っていなかったと証言させている。

### 奇跡の水
神慈秀明会において聖水と位置づけられている水であり、これを塗布、または飲用することで、治病などの奇跡が起こるとされている。「聖水」、「奇跡の水」、「みたらしの水」などと呼ばれる。
神慈秀明会本部への参拝時に、手と口をゆすぐ場所をみたらしと呼ぶが、そこで流れる水のことを聖水としている。世界救世教からの独立直後、神慈秀明会本部が京都にあったときは京都のみたらしの水、滋賀の神苑が完成直後から、神苑のみたらしの水が聖水となった。
京都本部時代のみたらしの水は、京都市の水道水であり、滋賀の神苑のみたらしの水は、本部境内（神苑）のある山からのわき水を衛生基準に従い浄化処理したものであり、境内で使用されている生活用水と同じ水である。信者は、参拝時にみたらしの水を専用の容器にくみ入れ、自宅に持って帰り、緊急時のために常備したり、日々の飲用に用いたりする。この水を飲用または塗布などすることで、奇跡が起こった例が会報「秀明」に多数掲載されている。
昭和51年、神慈秀明会がローマ教皇庁のピネドリー枢機卿の訪問を受け入れた時、みたらしの水による奇跡の事例を伝えることで、枢機卿に深い印象を与えたとしている。みたらしの水の奇跡は、神慈秀明会の独立とともに発生するようになったとされている。これは、神慈秀明会の独立が正しい行為であるという事が神 によって証明された証であると、#離脱の神意の教義では教えている。

### 奇瑞
神慈秀明会の信者は、奇跡の他に、奇瑞（きずい）と呼ばれる現象を体験することがある。辞書によると、奇瑞は、めでたいことの前ぶれとして起こる不思議な現象。吉兆 といった意味があるが、神慈秀明会における奇瑞とは、「物質の突然の出現や、起こりえない不思議な現象などの発生」を指す。
奇瑞は、いわゆる御利益（ごりやく）とは異なり、病気の快癒や事故の回避など、利益（りえき）をもたらすようなものではない。この現象は奇跡同様、起こすことによって神がその存在を示すための現象とされている。
神慈秀明会では、「神様が本当に現れるときは、色に、音に、味に、薫香に、温熱にあらわれる」としており、信者はこのような体験を神様が現れた証としてありがたがる。薫香（突然良い香りがすること）や光が見えるなどの事例、浄霊時に温熱を感じたりするなども多数報告されている。太陽の周りに虹の輪がかかったという事例や、祭典の瞬間の太陽黒点の写真映像が烏の姿をしていたような事例など、天候や天文学的な不思議現象も奇瑞として報告される。神慈秀明会の奇瑞は、一般信者も非常に多数の者が体験しており、日常的な現象になっていた。

#### 物質出現の奇瑞
特に膨大に起こった奇瑞は、物質の突然の出現である。金粉、銀粉の突然の大量出現、ダイヤモンドの突然の出現、通称ゴールドと呼ばれる、金で出来た小さな彫刻の突然の出現などがある。
金粉銀粉とは、文字通り、金や銀の粉が、突然出現する現象である。金や銀の物質は、粉状以外にも、薄い金箔の状態のものや、糸状のものや、小さな固まりのものも出現することがあった。金粉銀粉の出現箇所は、信者の身体や服の上、自宅の部屋の中、公園全体など、その場所も、出現の量も多岐にわたる。目撃者の目の前で金粉銀粉が徐々に増えていく目撃例も多数報告されている。
ダイヤモンドの出現事例も非常に多かった。出現したダイヤモンドの多くは8角形のカットが施されており、下面に金箔が張られているものが一般的だった。出現したダイヤモンドを専門家に鑑定してもらうと、「これは地球上に存在していない物質だ。研究のため、1億円で売って欲しい」と言われた、という証言が会報に掲載された。信者は奇瑞の品物を、神の力による、非人工的な物質であると信じ、積極的な検証などは行わなかった。
ゴールドの奇瑞とは、最大でも高さ1cm程度の、七福神や打ち出の小槌などの縁起物を彫った小さな金製の彫刻が、忽然と信者の元に出現するとされる現象である。
金粉銀粉、ダイヤモンド、ゴールドといった物質の出現現象は、たいへん多くの信者が体験しており、今でも保有している信者を見つけることは容易である。

#### 物質出現の奇瑞に対する批判
物質出現の奇瑞は、一時の勢いは衰えたといえ、現在でも発生し続けている現象である。しかし、最近になって、この物質出現の奇瑞に対する批判的見解が増加してきた。
近年、ダイヤモンドを保有している信者が宝石商などの専門家に鑑定を依頼したところ、安価なイミテーションであると鑑定された例が多数報告されている。その際、下面に張られている金箔は、模造品のダイヤモンドを輝かせるために一般的に行われている、人工的な鏡面処理であるとされている。
ゴールドの奇瑞の彫刻も、金製であるとは確認出来ず、材質も、鋳型も、神社のお守りに入っている安価な工業製品と同等なものであるという検証が多数報告されている。これらのことから、信者がありがたがる奇瑞の品物は、人工物であり、安価な既製品にすぎないという否定的な見解が現在有力である。出現する品物が安価な工業既製品であることから、物質出現の奇瑞現象そのものも、教団が組織的に行った大規模な捏造工作ではないのか、と考える批判者も多いが、現在の所、同教団が奇瑞を捏造するために、そういった安価な既製品を組織的に撒いていたような告発や報告は存在しない。
神慈秀明会に否定的で、反旗を翻した人物は非常に多く、中には会主会長の側近だった者もいるが、そのような人物からも、奇瑞の組織的な捏造があったという報告はない。また、出現事例はあまりにも膨大にあり、教団と利害関係を持たない末端信者や未信者の目撃者も非常に多数おり、出現箇所も出現状況も様々であるため、組織的に秘密裏のまま奇瑞現象を捏造工作することは、現実的には不可能であると思われる。どうやら、奇瑞現象において出現していたさまざまな物質は安価な工業既製品であることが多いが、それが忽然と奇跡的に現れていたらしいというのが、現在の平均的な見解である。
このことを知った信者の中には、「たとえ品物が偽物であっても私には関係ない。私がそれをそのときに頂いたということに意味があるのだ」という理解をする者も多い。また、このことを知った批判者は、「もし神慈秀明会の神様が本当の神様なら、このような偽物をさも本物のように出すのだろうか」と、神慈秀明会の主催神の性質を疑っている。

## 旧体制から新体制へ
神慈秀明会では、1997年に活動方針の体制を一新した。1997年から現在までを新体制と呼ぶ。それ以前、立教の1970年から1996年末までを旧体制と呼ぶ。
神慈秀明会は、新旧体制下において、活動内容や教団内の風潮、価値観などが全く異なっている。したがって神慈秀明会を客観的に理解するためには、旧体制と新体制の差異を知る必要がある。

### 旧体制とは
旧体制時代とは、人救いの名の下に神慈秀明会全体が、数の目標達成に邁進していた時代であった。旧体制時代における主な年間目標とは、参拝（大祭などへの参拝人数）、布教（年間の入信者）、献金（本部神殿や美術館建設のための資金）であった。
旧体制時代、神慈秀明会の信者数は爆発的に増大し、文部省文化庁発表で最大44万人が報告されている。この時代は、大規模な建設と、その資金とするための献金の推進が活発であった。教団は施設建設のため献金を膨大に集め、豪華な神殿（推定金額150億円）や美術館（推定金額、建築費500億円、美術品購入費500億円）などの建築を実現した。無理な入信数や献金額を掲げたため、職場、学業を放棄しての布教活動や、無理な借金をしてまでの献金活動などが、「自己放棄」という名の教義の元、容認されており、実際に一部の支部で大規模に行われていた。駅前や大学施設などでの公的施設でも街頭布教が活発に行われたため、公的施設の管理法人とのトラブルも多発した。
そんな旧体制の活動は、活動の現場においては、信者は、家族や会社、学校などとの間に様々なトラブルなどを起こしがちだったが、新聞や雑誌にそれらの活動が取り上げられて大々的に社会問題化することは、結果的に起こらなかった。そのため、当時の信者は、旧体制の活動が社会との間になんらかの問題を起こしがちであるとの認識を持っていなかった。しかし、実際には、家族などからの苦情が本部に集中していたことを、1996年末、小山弘子会長が、講話という形で初めて公にし、明らかにした。この講話において、神慈秀明会は、旧体制の活動の問題を公に認めた。

### 旧体制の終焉と新体制の発足
神慈秀明会の方針変更の兆しは、1995年から徐々に現れていた。1996年にMIHO MUSEUMが開館する際、館長に予定されていた梅原猛より、「母体がこの状態では館長には就任できない」という通告があり、この時に小山弘子会長が、それまでの過激な布教献金体制への見直しをおこない、1997年から新体制として会の方針を一新した。それ以後は、過激な布教、献金活動は沈静化した。
新体制発足時の1997年1月号の会報に、教団幹部から教団トップの小山弘子会長に対しての謝罪文が掲載された（信者に向けての謝罪文ではない）。夏休みを利用して日本中で布教活動を一斉に展開する#夏期布教、#カレッジ、エリート会と言った勉強会、拠点に合宿して布教をする自己放棄など、旧体制時代の神慈秀明会を特徴づけていたさまざまな活動や企画が1997年で一挙に中止、禁止された。
新体制となったことで、旧体制時に末端信者に行ってきた指導は誤りであったと気づいて反省し、自主退職した教師職員がわずかだが存在した。また、新体制に伴い、教団の人事が一新した。各部の部長職は、それまで布教経験や信仰年数が長いものが選抜される傾向があったが、それに限らない選抜が行われるようになった。

### 新体制とは
新体制とは、過激化した布教や献金の推進が社会問題化したことを受けて、それまでの教団の体質を見直し、本来あるべき姿を模索し、変わっていこうとする動きである。教団は、1970年の立教から1997年に至るまで布教および建設献金活動一辺倒であり、それ以外の活動方針を採用するなどということは、教団の歴史において初めての試みであった。
名称こそ新体制とはいえ、それが始まった1997年当時は、旧体制の過激な活動を大至急一掃することが唯一最大の目的であり、その時点では、教団の新しい方針をどのように定めていくかが明確に決められていたわけではなかった。その後、新体制として採用すべき新しい活動方針が徐々に決定されていった。
現在では、新体制とは、従来の目標数を大切にし社会を顧みない活動よりも、信者一人ひとりを大切にし、自然体で、社会へ受け入れられる活動を模索するものであるなどと理解されている。新体制では、積極的な布教や建設を行わないため、一時の勢いが衰えた感があるが、勢いの維持よりも「内容の充実」や「純粋・正直」「常識・社会との和合」などといった対外的なイメージの向上をめざしている。また、3つの芸術活動というスローガンを立て、社会に貢献することを目標としている。3つの芸術活動とは、浄霊による癒し（魂の芸術）、自然農法による心身の健康（農業の芸術）、そして美しい美術品や芸術に触れること（美の芸術）であり、これらの芸術活動によって豊かな#精神性を養い、社会への貢献を目指す。

### 旧体制の教義と活動
旧体制における教団の活動方針は明確であった。それは、「布教（入信者数）」「献金額」「参拝者数」の、年々の大幅向上を目指す、というものであり、毎年それが年末までに達成されることで人類が救済され、天変地異や大災厄を免れ、信者ひとりひとりの因縁（曇りという）がとれると考えられていた。また、旧体制当時の教団においては、他のあらゆる教義よりも、布教や建設にともなう献金の目標達成を最高の価値ある物と位置づけており、目標達成のためならば非常識な行動や教義に反する行動があっても黙認されたことも多かった。
神慈秀明会では、年頭に、本年の献金額や入信者数の目標を教団に自己申告の形で約束し、それを年末までに達成しなくてはいけなかった。目標、または約束という形を取っているが、これは事実上のノルマであった。神慈秀明会では、「約束」という体裁で、毎年ノルマを課していた。神慈秀明会の教義では、約束の厳守、時間の励行と言われている（#聖教書「誠のあるなし」の教えより）。
旧体制時代は、各支部、世話人グループにおいて、「自ら立てた目標」は、「神との約束」であり、必ず守らなくてはいけないという風潮であった。しかも年頭の目標は、「人は常に進歩向上を志さねばならない。特に信仰者にしてしかりである」という教え（聖教書「新人たれ」の教えより）に従い、必ず昨年度より多い目標を立てなくてはいけなかった。目標が達成出来ないときの罰則や、達成できたときの報償などは存在しなかったが、年末の式典において、全ての信者が尊敬してやまない会主小山美秀子に絶賛されるため、それを目標に各支部は決死の努力を行った。この活動を毎年繰り返したことが、神慈秀明会の規模拡大の原因であり、年々、活動が過激化した理由でもある。関東地方のある支部は、この目標を10年以上連続して達成した記録をもっているが、同時に、この支部がもっともたくさんの犠牲者を生み出した支部として現在批判されている。
以下、旧体制時代にのみ使われた用語や文化について解説する。

#### 夏期布教
青年部の活動であり、8月の1ヶ月間、信者が、自分の所属する地域から離れた地域の参拝所に合宿して、布教活動を行うというイベント。神慈秀明会でもっとも奇跡が起こるイベントであるとされていた。現在は行われていない。
参加期間は約1週間単位で4期に区切られていたが、約1ヶ月の全期連続参加が、学生、社会人問わず推奨された。夏期布教は多くの青年にとって、魅力的なイベントだった。そのため、会社員が夏期布教に全期（1ヶ月）参加したために、毎年8月になると、会社を自主退職したり解雇されてしまう例が相次いだ。
参加者は、ユニフォームとして、専用のTシャツやポロシャツの購入と着用が義務づけられていた。

#### 自己放棄
信仰のために自分の都合や仕事や学業などの事情、ひいては命を放棄すること。転じて、学校や会社を休んだり、退学、退職して、合宿布教活動などを行うこと。旧体制時代は、これを行うことが誇りとされ、大いに推奨された。
小山荘吉前会長は、「自己放棄とは自己解放である」と説いた。自己放棄という言葉を信仰的に善意に解釈すると、「自己を捨て、神の意志に自らをゆだねる」のような意味だと解釈できなくもないが、実際にはこの言葉は、会社や学業などの本業を休み、布教などの宗教活動に専念すること、の意味に使われることがほとんどだった。「自己放棄をしなさい」と言われることは、そのまま「会社や学校を休んで布教活動をしなさい」という意味として通用した。
自己放棄という言葉には、仕事や学業だけではなく、家庭や、ひいては命すら信仰のために放棄することを意味として含んでいる。そうなるに至った理由として、以下のものがある。
神慈秀明会が世界救世教から独立することを離脱といい、この離脱においては、会主小山美秀子は何度も命の危機に陥ったなどとされており、そのことを称して「命がけの離脱」と表現された。最高の信仰を示す用語である自己放棄と、神慈秀明会において最高の信仰者とされる小山美秀子が行った最大の功績が命がけの離脱であることから、自己放棄という言葉に命がけの意味が内在したのは自然な成り行きであった。
1971年（昭和46年）に交通事故で急逝した神慈秀明会の有力信者である岡田三栄子の死を、最高の自己放棄であると会主の小山美秀子、元会長の小山荘吉が賞賛したことも、自己放棄に命を差し出す意味を加えている。 岡田三栄子は、自らの子供イサクを生け贄として神に差し出した旧約聖書のアブラハムの逸話や、両親の悲痛な反対を押し切り、家族を捨てて信仰の道をとったキリスト教の牧師、高倉徳太郎の逸話を、高い信仰の姿勢として講話していた。この講話は『飛天』という書物に掲載され、神慈秀明会における基礎知識となっている。
教団のトップである小山美秀子、荘吉が、そのような考えの人物を「神慈秀明会の誇り」と言い、その死を自己放棄として讃えたことは、神慈秀明会の自己放棄という考え方に、「自己放棄であるならば家族を捨てる事なども当然である。そもそも、究極の自己放棄とは命をも献上することだからである。」とする、一つの方向性を作り上げた要因となったと言える。その後、小山荘吉が急逝したときも、崇高な自己放棄としてその死を讃えた。「自己放棄」という言葉に生命の放棄の意味が内在しているからと言って、実際に生命が要求されたようなことがあったわけではないが、そのことが自己放棄という言葉が要求する「宗教のために放棄すべき物」の水準を底上げしていたことは事実である。
1983年（昭和58年）、青年大祭の講話において、小山荘吉前会長が、「すべての青年は自己放棄の準備をしなさい」と講演した。この頃から、時間に余裕がある学生だけではなく、日常仕事に就いているはずの社会人までが自己放棄に参加する風潮が生まれた。

#### カレッジ、エリート会
青年部には、カレッジや、エリート会と呼ばれる勉強会が存在した。
カレッジとは 青年部に所属するものが参加する基本的な勉強会。その名の通り大学をイメージし4年制である。毎月1回、本部（滋賀県）に参拝し、勉強会を行う。また、各所属の支部で「支部カレッジ」という復習を目的とした勉強会も行われた。卒業試験に合格し、また、在学中に40名の入信者を作った者はバチェラーという称号を得られた。教義上、バチェラーの資格は、死後、霊界でも通用する資格とされた。前会長、小山荘吉は、バチェラーの資格を得ることで霊界で優遇され、「閻魔大王も顔パス」などと言った。
エリート会は、カレッジ2年以上のカレッジ生が希望により編入できる、カレッジの上位的な勉強会である。カレッジ同様、月に1度の本部勉強会がある。修了規定は、年間で25名の入信者を作ることで、達成すると、「青年ルビー」と呼ばれる「世話人」の役職を得る上、カレッジ3年を省略してカレッジ4年に復学できた。
カレッジの勉強会において、前述の夏期布教や自己放棄などの布教活動の参加が強く勧められていた。カレッジもエリート会も、卒業のためには多数の入信者を作る必要があり、勉強会とは言いながら、実態は布教活動の促進という面が主体であった。旧体制終了に伴い、カレッジおよびエリート会といった勉強会は無くなった。

#### 桃の実献金
神慈秀明会における献金の単位。100万円を「桃1個」と数える。
百を「もも」と読めることからきている。古事記において伊邪那岐尊が桃を投げて邪鬼を追い払ったことなどから、信仰的な意味があるものとして強く推奨された。伊邪那岐尊が投げた桃は3つだったために、献金も、桃の実3つ、すなわち300万円の献金が推奨された。派生的なものに、桃の木献金（1千万円）、桃の種献金（10万円）、小桃献金、亀の子献金などがある。
桃の実献金という言葉は現在でも使用されているが、旧体制時代ほどには重要視されていない。

#### 限界突破、瞬間移動
主に布教時に使われていた教義。昭和50年のカレッジにおいて、前会長、小山荘吉が、リチャード・バック著、五木寛之翻訳のベストセラー『かもめのジョナサン』を神慈秀明会流に解釈し、講義したことがあった。その後、同講義が『講話集』という形で書籍となり、同著に記されている限界突破、瞬間移動などの言葉が神慈秀明会の重要な考え方として定着した。
限界突破とは、それまで出来なかったこと、すなわち限界を、自己の努力で突破することであり、目標達成のための励ましの言葉として使われた。
瞬間移動とは、物語中に、主人公のジョナサンが、想念（考え方）を変えたとたん、瞬間移動という難題を克服出来たことから、常識では難しい難題を解決するために、想念（考え方）を変えるということが推奨された。
これらの用語は、主に布教の現場で使われ、目標達成の方法論として重宝された。新体制では、布教も目標達成もなくなったので、この用語は自然消滅した。なお、旧体制時代、青年が教団から勅命を受け、海外に布教活動に行くとき、その青年のことを「カモメ」と呼称したが、その名称はかもめのジョナサンの教義から来ている。

#### 禊
主に布教時に使われていた教義。神慈秀明会における禊（みそぎ）は、辞書的な意味の禊とは異なる。
神慈秀明会では、苦しむことによって魂が浄まり、浄まることによって宗教活動上の目標、すなわち、布教において入信者を作ることが出来たり、お金が無くても献金が出来るようになったりするという思想がある。そのため、旧体制においては、目的達成のためにはまず先に浄まると考え、浄まるために、教団施設の清掃奉仕や、1日の信仰的努力目標値の向上、多額の献金などを行う。信仰的に意味がある苦労を先にすることで、宗教活動上の目的の達成が容易になるとしている。この信仰的に意味のある苦労のことを禊と呼ぶ。意図的に行った信仰的苦労以外にも、偶然蒙った不幸な現象に対しても、「その不幸が禊になって、後に目標が達成できた。」などとすることもある。
数値的な目標が無くなった新体制においては、禊という考え方も自然に使われなくなった。

#### 持戒月
持戒数を必ず達成しなければいけない月。
秀明紙勉強会（秀勉）への参加は神慈秀明会信者の戒律となっているが、旧体制時代においては、末端の一信者と、グループを有する世話人などでは、その意味合いが異なっていた。末端の各信者にとっては、自分が、月に一度、各拠点で行われる一時間程度の勉強会である秀明紙勉強会に参加することが戒律であったが、支部や世話人グループなどは、自分のグループの信者を勉強会に参加させ、グループ毎に定められた秀勉参加人数を守ることこそが戒律であった。そのノルマを持戒（じかい）といい、その数を、持戒数（じかいすう）という。そして、その持戒数のノルマを必ず達成しなければいけない月が、毎年、1月と9月にあった。この月を持戒月という
。
ノルマは、会主小山美秀子が要求した割合が、グループの100%であり、当時の会長小山荘吉がそれをおまけして50%程度が要求されたが、非常に新入信者の定着率の悪い神慈秀明会においては、どの支部、世話人グループでも、実働信者は、常に入信者の10%から20%程度という厳しい状況であり、持戒月は、毎年たいへんな負担として各支部や世話人グループにのしかかった。持戒月には、参拝したくない信者や、もう辞めたつもりの信者も勉強会に呼ばなくてはいけないため、深夜や早朝の信者宅への突然の訪問、囲い込んでの説得工作、虚偽による案内、自動車での強制的な送迎などの非常識な行動が日常的に行われていた拠点もあった。
持戒月の活動も旧体制終了とともに無くなり、持戒数は世話人らの戒律というほどの強制力を持たなくなった。

#### 浄霊布教
旧体制時代における神慈秀明会の布教方針。
浄霊布教とは、#浄霊を布教の要とする布教方針の事である。また、その奥には、出来るだけ多数の未信者に浄霊をすればするほど、それに見合った多数の入信者が得られるとする考え方がある。旧体制時代の神慈秀明会の布教は、戸別訪問、駅前デモンストレーションなど、さまざまな形態をしていても、その本質はすべて浄霊布教であった。
神慈秀明会の布教とは、浄霊をできる人を増やすことであるという事が基本的な考えであるため、布教とはまず浄霊を行い、相手に浄霊を知らしめることであった。浄霊を受けない未信者は、縁なき衆生として布教対象にはならなかった。浄霊を受けたことのない未信者が入信するということは原則的に起こりえない。神慈秀明会では、浄霊を行うことで、それを受けた相手の未信者に奇跡の事例が起こったり、相手の魂が浄まり向上するので魂が目覚め、入信に気持ちが傾くなど、浄霊の不思議な効力によって入信者が得られると信じられていた。また、実際にこのやり方はそれなりに功を奏しており、神慈秀明会の布教は成果を上げ、世界救世教系分派教団の中でもっとも大きな教団に成長した。
そのような効果のあるとされる浄霊を多数の未信者に行えば行うほど、比例的に入信者も増えるという考えから、神慈秀明会では、信者らに年間や月間の浄霊数を競わせるようなイベントや企画、浄霊数に応じた賞の授与などが積極的に行われていた。各拠点から本部へあげる定期的な報告においても、その拠点全体の未信者浄霊数が重要な報告事項となっていた。
神慈秀明会の浄霊が、1回につき3分から5分で終わる短いものであり、路上でも簡単にできる簡易的な儀式であることも、この浄霊布教の考え方に拍車を掛けた。1日に多人数の未信者に浄霊をすることが可能なので、布教中には、1日10名が基本的な浄霊数目標として掲げられることが多かった。
布教中には百浄霊（ももじょうれい） という企画が行われた。有志が1人で1日に100名の未信者浄霊を行う挑戦企画である。この百浄霊に挑戦し、達成することで、その布教現場全体が霊的に向上し、入信者が出来やすくなるという考え方があった。
この浄霊布教も、新体制に伴い、ほとんど禁止措置として行われなくなったが、立教以前か浄霊布教以外の布教方法を知らない神慈秀明会は、浄霊布教を行わなくなったことが、即、布教活動自体の停止を意味しており、現在でも浄霊布教以外の布教方法が確立できていない状況（どのように布教をすればいいのかわからない状況）は変わっていない。
旧体制時代に、会主小山美秀子、会長小山荘吉によって行われた講話の多くは、この浄霊布教に関するものであり、同時に、現在教師職を有するような旧体制時代の有力信者の主な信仰体験も、浄霊布教に関するものがほとんどであったため、新体制における浄霊布教の禁止措置は、教師らが自らの信仰体験のほとんどを出来なくなったり、旧体制時代の講話の多くが使えなくなるなど、教団自らの首を絞めている面も多い。

#### 人類救済、地上天国建設
旧体制時代の布教活動のスローガン。
神慈秀明会の旧体制におけるあらゆる活動は、「人類救済」、「地上天国建設」という壮大なスローガンの元に行われていた。熱心な信者は、この宗教の布教活動が広がり、本部神苑の建設が進捗することで、人類が滅亡から救われ、地上が天国になるということを本気で信じて邁進していた。仕事や学業を放棄して布教に専心する自己放棄や、借金をし、自己破産をしてまでの献金活動など、現在でも批判の的である過激な活動は、人類救済、地上天国建設を実現するための尊い自己犠牲活動であったとして絶賛され、正当化されてきた。
教祖岡田茂吉の「常識を重んぜよ」という教えは、人類救済、地上天国建設の大スローガンの前に軽視され、信者は非常識な活動を正義と信じて繰り返した。このスローガンは、新体制とともに言われなくなり、それまで自己放棄や、過激な献金活動で人生を捧げてきた者は、会の方針が変わるとともに心の拠り所を失った。

### 新体制の教義と活動
新体制になると、布教や献金、持戒月といったノルマの達成という風潮はなくなった。神慈秀明会の活動は沈静化し、それまで目標達成に追いまくられていた信者の多くは、暇でやることが無くなり、熱心な信者は活動の目標を失った。多くの青年層信者の熱意を駆り立てた旧体制時代のスローガン、「人類救済」、「地上天国建設」は、新体制では「世界平和を祈る」といった平凡なものにトーンダウンした。
旧体制の中心的な活動であった浄霊布教はほとんど無くなり、浄霊布教以外の有効な布教法を知らない教団は、事実上、積極的な布教活動を行わなくなった（一部の拠点、個人において、教団の方針に沿わず、独自に旧体制時代の浄霊布教を行っている者もいる）。
旧体制時代は、活動の指針は目標達成のみであり、各信者の目標は、拠点ごとに決められた目標に協力することと明確であったが、新体制では、自分たちの活動の指針を各個人やグループで出すことになっている。しかし神慈秀明会の文化は、してはいけないこともとても多く、どんな活動でも自由に選択できるわけではない。また、それらの草の根的活動が大きく育った様子もあまり見受けられない。新体制における神慈秀明会自体の活動は、国内よりも海外のさまざまな団体や有力な個人に対して向けられることが多くなってきた。新体制における各信者の大部分の動向は、神慈秀明会自体や小山弘子会長の活躍（主に海外の他団体や有力個人と小山会長との交流の様子）を、勉強会や祭典の講話などを通じてただ受動的に学ぶという事に終始しており、旧体制時代に比べて信者らの積極性が著しく欠けていることは否めない。
本項では、新体制から始まった活動について解説する。

#### インターフェイス
神慈秀明会が賛同し、参加している宗教的活動の名称。
インターフェイス(Interfaith) とは、異なる宗教同士の社会的、文化的多様性を認め、互いを受け入れ、交流を結ぶことで、宗教間の争いを解決しようとする活動である。1998年より、神慈秀明会は、インターフェイス・ニューヨークセンターの活動に賛同し、提携を結び、インターフェイスの活動に積極的な参加を行っている。
もともと、教祖岡田茂吉による世界救世教の教義は、他宗教との和合が目指されており、その教義を継承する神慈秀明会がインターフェイスの活動に参入することは不自然なことではなかった。ただし、布教と献金一辺倒の旧体制時代に、神慈秀明会がインターフェイス活動に参加したとは思えず、インターフェイス活動への参加は、新体制時代の、布教、献金以外の教団活動の模索の結果と言えるだろう。旧体制時代においても、同教団への他宗教からの訪問を受け入れたことはあった。会主小山美秀子のローマ教皇パウロ6世への謁見をきっかけとし、昭和51年10月12日、ピネドリー枢機卿の神慈秀明会への訪問を受け入れた。
インターフェイスの考えに基づき、神慈秀明会では、同じインターフェイスの考えを持ついくつか団体と、パートナーシップを結んでいる。パートナーシップを結ぶ団体は海外のものがほとんどである。また、インターフェイスという考えを持たない他団体に対して、自らインターフェイスの考えを持つように働きかけをするようなことは行っていない。なお、神慈秀明会には、「離脱の神意」という独自の教義がある。この教義は、神慈秀明会の立教の根本に関わる重要なものであるが、同教義の根幹にある「世界救世教は邪悪な存在であり、神慈秀明会は世界救世教とは一切和合できない」という思想と、あらゆる宗教と和合すべきとするインターフェイスの理念は、論理的に矛盾しあっている。しかし神慈秀明会では、この明らかな矛盾に対し、現在の所、明確かつ合理的な説明を行っておらず、かといって、離脱の神意の教義の封印も行っていない。新体制下の神慈秀明会は、インターフェイスの理念と、離脱の神意という矛盾した二者を、合理的な説明無く平行して説いている。

#### クレストンセンター建設
クレストンセンターは、新体制後、アメリカのコロラド州クレストンの金鉱山跡に建設されたセンターである。秀明国際交流センターの本部でもある。この建物は、旧体制時代に多く建築されてきたような、信者の参拝のための拠点ではなく、前述のインターフェイス活動の象徴としての建物である。この建物においては、リトリートと呼ばれる精神的修養や、インターフェイスに関するイベントなどが行われている。

#### 魂の救い
旧体制には無かった、浄霊による救いの新しい方向性。
旧体制時代においては、浄霊により奇跡が起こり、非常に重度の病気もまたたくまに救われた例が、好んで会報「秀明」に掲載され布教活動や献金の推進に利用されていた。これらの浄霊や布教活動は、必ず相手の病気を治すものと考えており、治らなかった事例を積極的に取り上げるということは無かった。
しかし新体制になってまもなく、会報「秀明」に、浄霊で結果的に病気が救われず、亡くなった事例が2ヶ月に分けて発表されたことがあり、話題になった。このとき亡くなった方は、死の恐怖から完全に克服され、幸福感に満たされて亡くなったとされており、感動的な体験談として当時の信者の心に深く刻まれた。会長の小山弘子は、この事を浄霊による魂の救いと位置付け、新体制における新しい救済の方向性とした。
魂の救いという新しい方針は、新体制になって浄霊の奇跡が減り、信者の病気が治らなくなってきたことをごまかす目的であるという批判もあるが、神慈秀明会における救いの定義の拡大につながり、信者の活動がやりやすくなったことも事実である。

#### 秀明自然農法
神慈秀明会が行う、教義に基づいた農法。
自然農法は、岡田茂吉が提唱した農法であるが、神慈秀明会では、「秀明自然農法」と名付けて実行している。自然農法とは、除草剤や農薬、化学肥料や有機肥料を使わず、堆肥のみ、または完全無肥料で、土の力を最大限に生かす農法のことである。神慈秀明会が自然農法に力を入れ始めたのは、旧体制の末期からであった。それまでは布教と献金活動一辺倒であった。なお、自然農法という言葉は、世界救世教が商標登録しているため、神慈秀明会では、教祖命名の「自然農法」をそのまま使わず、あえて秀明自然農法と呼ぶものと思われる。

#### NGO
2004年に国連NGOスペシャルのステイタスを取得した。広島青年平和会議の開催に関わり、その会議を介して交流が始まったザンビアの農家を支援するプロジェクトを行っている。教団では、このザンビアプロジェクトが2008年に国連より5つ星の評価を受けたなどとしている。

#### 精神性
新体制に移行後、小山弘子会長が好んで多用する神慈秀明会における重要なキーワードが精神性である。
神慈秀明会において精神性とは、森羅万象の深奥において見えざる神や霊、精神の存在といったものを美的感覚でもって正しく感得できる素養、素質を指しており、主として「未信者」の霊格（魂のレベル）を評価、表現する場合に用いられる。教祖の説く、見えざる神を信ずる「唯心思想」や「唯心主義」、「唯心的」も類似の概念であるが、「未信者」に対して使用しても違和感がないように、また、「未信者」に対して失礼にあたらないように、宗教性がより希薄な精神性のほうが好まれるようになったものと想像される。
特に海外において、国連関係者、フィリピン財閥、ドイツ貴族の末裔、オーガニック農業推進団体、そして欧州の某皇太子等々、いわゆるステータスが高いとされる個人、団体が神慈秀明会の活動に賛意を示し、小山弘子会長とも親交を持つとともに、これらの個人、団体との間でさまざまな分野での協力体制が構築されつつあることが、機関誌「秀明」でも伝えられている。また、海外の雑誌、新聞等が、神慈秀明会をひたすら絶賛する記事を掲載することがあるのも事実である。これらの個人、団体は見えざるものを正しく感得でき得る素養・素質があるがゆえに神慈秀明会の秀逸性、正統性を正確に理解できるのであるとされており、このような個人、団体を、神慈秀明会では「精神性が高い」と評するのである。そして、教団で「精神性が高い」と表現するときには、「精神性の高い」個人、団体は、必ずや神慈秀明会の教義や活動に理解や共感を示し、協力せざるを得なくなるに違いないという、神慈秀明会独自の孤高の優越感、信念がその背景にあるのである。逆に、教団や小山家の財務内容、教団施設の建設費用、布教に絡んだトラブルなど、皮相な俗事に対してだけ、浅薄な批判的記事しか書かない（書けない）国内マスコミなどは「精神性がない」として蔑まれるのである。
逆説的には、神慈秀明会への理解や共感の度合いが、その個人、団体の精神性の試金石ともなっている。スキャンダラスな報道が多いことで有名な某海外著名人も、神慈秀明会と接するようになってからは、「実は「精神性の高い」人物であった」、との評価が神慈秀明会では定着している。前述のように、神慈秀明会が海外マスコミの取材は好んで受けるが、国内マスコミに対して閉鎖的なのは、国内のマスコミは「精神性がない」ために批判的な報道しかできないからだとされ、一方、海外のマスコミは「精神性が高い」ために賞賛記事を書かざるを得ないからであるとされており、マスコミにおける精神性の有無が対応の相違となって現れているものと思われる。

### 旧体制に対する評価と批判
旧体制における、評価すべき点と批判すべき点、その他特筆すべきことなどを列記する。
旧体制時代、末端信者の自己犠牲的な布教活動や献金の推進は年々過激化した。信者の職場放棄や突然の退職、学生の学業放棄による留年や退学の続出、妻の家事・育児放棄による離婚の続出、妻による貯金の無断持ち出し、家賃の不払い、サラ金への借金の斡旋や、その結果の自己破産など、職場や学校、家庭間におけるさまざまな問題が絶えなかった。
旧体制時代の活発な布教活動により、「人類救済」、「地上天国建設」という壮大な目標に、多くの純粋な青年層たちが感応して多数集まり、その活動に参加した。浄霊の奇跡の力により、病気や不幸な人を救い、人を幸せに出来ると信じた、情熱に燃えた若い信者が多く集まり、その情熱を信仰活動にぶつけた。そんな当時の青年層たちの中には、高い学歴や特殊な技能を持った者も多くいた。しかし、彼らは、「人類救済」「天国建設」の大目的の元、そんな自らの高い学歴や技能を駆使して社会で活躍することを捨て、就職もせずに布教活動に精を出すことを選択した者も多かった。彼らにとって、旧体制の終焉は、彼らの信仰動機であった人類救済、天国建設という活動の終焉を意味し、「布教活動」の終了は、自分たちの情熱の源泉である浄霊による不幸な人々の積極的な救済活動を教団自体が辞めてしまったと彼らは理解した。当然、この新体制という変化に対する、青春を捧げてきた信者達の反応は様々だった。
旧体制時代のかつての青年たちの中には、当時の理想を新体制に則した別の形で実現するために、新体制からの方針である、教団主催の一般社会に対する社会貢献活動に参加することで、旧体制時代には発揮できなかった高い学歴や特殊な技能などを発揮し、新体制における社会貢献という新しい舞台で活躍の場を見いだすことができた者もいる。旧体制時代に集まった高い学歴や特殊な技能、強い善意を持った信者によって、新体制から始まった、教団主催の社会貢献活動の活動は、人材の厚い充実したものになっている。
神慈秀明会をカルト宗教と批判する論調が、特にインターネット上において多く展開されているが、その指摘は、この旧体制における活動の事を指している。ただし、新体制になった今でも、これらの批判や非難は決してゆるまっていない。旧体制を非難する論調の多くは、新体制をその改善であると評価していない（下記）。

### 新体制に対する評価と批判
新体制における、評価すべき点と批判すべき点、その他特筆すべきことなどを列記する。
旧体制とは、布教経験の厚かった小山美秀子と、過激な信仰指導を好む小山荘吉の二者によって作られた体制であったが、新体制とは、布教経験が無く、常識主義で穏健派である小山弘子会長によって作られた体制である。そのため、旧体制の時と新体制時の風潮や考え方は矛盾し合っているが、大部分の信者はその矛盾を追求せずにだまって受け入れている状態である。教義や学んできたことが矛盾していることの不満よりも、旧体制時代の過酷なノルマが消滅したことが嬉しいため、多くの信者にとっては、新体制は歓迎すべきものであった。
新体制下の神慈秀明会においては、布教や献金の目標（事実上のノルマ）達成という風潮はなくなり、新たな社会問題を起こしにくい団体となったが、旧体制時代の不都合を黙殺しているにすぎないという批判も多い。旧体制時代の話は、新体制においては禁句となり、旧体制時代に活躍した教師などの有力信者は、信者に話す体験談や武勇伝を失った。また、旧体制時代の小山美秀子会主や小山荘前会長の講話などは、新体制下でそのまま流用することも難しくなった。神慈秀明会は、体制の変更により、自らの財産とも言える宗教上の講話や布教体験などを大幅に失ったということになる。
新体制とは、過激な布教と建設で社会問題になりかけた旧体制を牽制(けんせい)したものにすぎず、単なる事実の隠蔽にすぎないと批判する論調が多い。神慈秀明会の旧体制時代の所業はいまだに批判の的であるが、信者の多くは、それは旧体制時代のことであり、新体制の今は関係がないと考えている。
新体制とは、事実上、旧体制の完全な否定であり、同教団の歴史の切り捨てであるといえる。このため、旧体制の布教活動を、自己の生活を捨て全力で取り組んだ熱心な信者の中には、新体制によって自分の活動や実績を、会によって否定された形となり、非常な精神的ショックを受けた者もいる。そして神慈秀明会は、新体制に変わるに当たり、このような熱心な信者に対する適切な対応を行っておらず、事実上、切り捨てている。
旧体制時代は、会が自らの非を認めたり、信者に謝罪するということは全く見られなかったが、新体制からは、それがまれにみられるようになった。旧体制のあやまちを認めた1996年12月23日の小山弘子会長の講話や、2006年の相続税申告漏れ報道をうけての、2006年月の記念大祭講話（ただし報道された内容全てに言及したわけではなく都合の悪い部分には触れなかった）などが代表的である。ただし、現場の支部長や教師は、いまだに自らの非を認めない旧体制時代の風潮を維持したままの者もいる。そして新体制という教団の方針を無視し、いまだに旧体制時代の行動を改めない拠点や指導者や世話人も存在する。しかし教団には、こういった指導者や世話人に対し、積極的に注意や反省を促すような風潮や体制は存在しない。いわば放置状態である。このことは神慈秀明会の新体制に対する不信感をぬぐい去ることができない原因のひとつとなっており、やはり新体制などは一時的な物にすぎず、いつか旧体制が復活するのではないかという懸念の材料ともなっている。
新体制に伴い、それまで目標数にこだわるあまり、社会と対立し、信者の生活を軽視してきた風潮を一新し、社会へ貢献することと、信者一人ひとりを大切にしようとする方向性に変わった。新体制では、国内から海外に目を向けることが多くなった。海外の同じ#精神性を持った団体とのコネクションを築き、いくつかの団体とパートナーシップを結んでいる。また、教義を基とした社会貢献を目指した、有意義な社会貢献活動を展開しようと試みている。その活動の一環として、2004年に国連NGOスペシャルのステイタスを取得した。このことにより、教団は目標である世界平和への貢献が実行しやすくなったなどとしている。

### 体制変更に対する信者らの動向
過激ともいえる旧体制の思想と活動が一掃され、新体制に変わったことに対して、旧体制時代を生きてきた信者らの心境は複雑であり、その反応や行動も様々であった。この項では、新体制に対する信者らの様々な心境や反応を列記する。
旧体制下では非常に明確だった教団の活動方針は、新体制下では非常に不明確であり、特に熱心だった信者ほど信仰的な活動の方向性を見失い、いまだに困惑している者も多い。旧体制時代、自己放棄などの過激な活動を積極的に行い、多くの被害者を出したとされる、神慈秀明会の中でも比較的大きな支部が存在したが、旧体制の社会問題は、この支部だけが勝手に行ったことであり、神慈秀明会の大部分は無関係で、非難されるべき道理は無いと考える者が多い。ただし、旧体制時代は、自己放棄などの過激な活動を行わないと、とうてい達成不可能な高い目標（ノルマ）を各拠点が立てており、実際に過激な活動を行った拠点が目標を達成できていた。どのような方法で目標を達成できたのかに関わらず、結果的に目標達成が出来た数少ない拠点が、年末の祭典で会主小山美秀子から絶賛されてきたという事実は、当時の神慈秀明会の方向性が目標、結果至上主義であり、目標達成のためなら手段を問わず、結果的に自己放棄などの過激な活動を、会をあげて推奨していた姿であったと言える。
旧体制の過激な布教姿勢を好む信者の中に、現在の穏便な新体制を不満とする者もいる。そのような者は、旧体制こそ神慈秀明会の本来の姿であり、新体制は一時的なものにすぎず、いつか旧体制の活動が復活するものと考えている。信者の中には、旧体制の数々の所業を悪であると認識しつつも、それは、その時代に必要であった経綸（神の計画）の一部として通らざるを得なかった必要悪であったと理解している者もいる。この考え方は、信者が旧体制というものを理解する上で、信者間においてかなり定着した考え方である。
ただし、神慈秀明会自体から、この思想が正式見解として公表されたわけではない。本来、「旧体制は経綸であった」とする思想は、後述する離脱の神意と同レベルにおいても良いほどの、重大な教義の追加、変更であるといえる。通常、宗教というものの性質により、そのような重大な教義の変更が教団の正式発表無しに行われるということは起こりうるものではないが、そのような重大な思想が、教団の正式発表無く噂と同じレベルで信者内に流通しているのが現状である。また、この考え方はそれまで教えられてきた教義との間に、さらなる矛盾や疑問点を多数生み出すことになる。たとえば、なぜ旧体制があったのか、なぜ信者は後に教団自体にすら否定されるような活動を、長年にわたりさせられたのかというようなことが当然な疑問として起こりうるが、それらの回答が信者間に流通している様子はない。
すなわち、この考え方は、旧体制というものをなんとか正当化して理解しようとする信者たちの苦肉の策による自発的かつ場当たり的な発案が信者間に流通しているにすぎず、神慈秀明会の公式見解ではないばかりか、旧体制の疑問を解決するどころではなく、ますます疑問を増加させている。そうであることに気づいていない信者は多い。
旧体制時代に、旧体制の社会問題的一面への批判を認めず、正当化していた信者と同じ信者が、新体制になると、まるで旧体制時代の自分の言動を忘れてしまったかのように旧体制の批判を行い、新体制になった神慈秀明会を高く評価しはじめた、という現象が随所に見られる。これは、教団が新体制になるに伴い、教団自身が旧体制を公に批判したことにより、教団の方針、すなわち教義上の「旧体制批判の解禁」を得たことになるので、それらの信者もそれに追従したためであると考えられる。一見、自己反省的で自己批判的に見える、信者による旧体制批判の行動の本質は、教団が暗黙的に旧体制を批判している状況に対する無条件的追従の一種にすぎないと言えるだろう。
後述する離脱の神意の教義に基づき、神慈秀明会では世界救世教系の他教団との接触や、神慈秀明会が提供していない教祖の教義の研究などは禁止されており、新体制となってもその教団の方針が変わったわけではないが、信者らの中にはその禁を破り、他教団への接触をする者や、他教団に改宗などをする者が増えてきている。その背景には、インターフェイスという教義の採用、インターネットの台頭による情報の流通、教祖の教義と神慈秀明会の方針との大幅な矛盾の発覚、離脱の神意の教義の重大な虚偽の発覚などがある。

## 離脱の神意
離脱の神意（りだつのしんい）とは、神慈秀明会の教義の名称である。
離脱とは、神慈秀明会の前身である「宗教法人 世界救世教秀明教会」が、「宗教法人 世界救世教」との被包括関係を、1970年（昭和45年）に解除し、独立したことを指す。だが神慈秀明会においては、離脱は単なる法的な独立ではなく、「正邪の大戦い」であり、人類史上における歴史的、かつ霊的に重要な神事であるとし、それを教義化したものが、離脱の神意である。離脱の神意とは、神慈秀明会の立教の歴史の物語と、その歴史の奧にあるとされる神意を説いた物であり、教祖が説いた本来の教義ではない。
従って離脱の神意の教義は、世界救世教や、その他の分派教団にはなく、神慈秀明会が世界救世教から独立するときに生まれた、副次的な教義である。

### 離脱の神意の物語
ここに記した物語は、神慈秀明会が信者に向けて説く、離脱の神意のあらすじである。実在の人物や団体が登場し、実際の事件で構成された話ではあるものの、神慈秀明会側からの視点のみで語られた主観的で一方的な物語である。特定の団体や個人 に対する嫌忌や憎悪の感情が強く出ており、そのため中立性を欠いており、事実に基づいた物語ではあるが単純に真実とはできない。
最近の研究（後述）では、この物語は、大部分が事実と違う「虚偽」「誤解」「思いこみ」「情報不足」「意図的な情報操作や感情誘導」などで構成されている創作的な物語であるとしている。
岡田茂吉は、滅亡に向かいつつある世界人類を救済する唯一の救済機関として、世界救世教を立教し、浄霊を広めようとした。
ところが、岡田茂吉の死後、人類滅亡をたくらむ邪神（邪悪な神、悪魔）らは、唯一の人類救済の道を滅ぼすため、世界救世教の教主や幹部たちに憑依し、岡田茂吉が定めた様々な救いの方法を廃止、変更することで封印していった。
神慈秀明会が離脱の神意で説く、救いの五つの柱とは「御神体」「御屏風観音様」「善言讃詞」「大黒様」そして「正しい信仰心」であり、離脱の神意の物語において、世界救世教は、それを次々に変更、廃止し、救いの力を封印していったとしている。
例えば、教祖が定めた御神体について、世界救世教は、御神体を教祖直筆のものから、二代教主の書によるものに変更したが、離脱の神意の教義によると、教祖による直筆の御神体のみが有効であるとしている。
また、先祖供養の方法である、仏壇に奉斎する屏風観音の書画。離脱の神意の物語においては、世界救世教はそれを廃止したとしている。その他、「大黒像の奉斎」「善言讃詞」などの救いの柱を、世界救世教は次々と変更、廃止し、人類救済の力を封印したと離脱の神意の物語は説いている。
そして、救いの柱で最も重要なものは「正しい信仰心」であり、世界救世教の教会の中で、それを唯一有していたのが、小山美秀子率いる世界救世教秀明教会のみであったとしている。
その、人類救済を行える最後の砦である秀明教会を滅ぼそうと、邪神はさまざまな陰謀策略を行った。その最大の策略は、教主の絶対権を剥奪し、象徴とする教規変更であった。小山美秀子は、その邪神の策略を見破り、1970年3月1日、世界救世教秀明教会は、世界救世教から離脱独立を行った。
しかし、離脱の神意の物語では、邪神に憑依された世界救世教は、右翼団体と手を組み、小山美秀子や小山荘吉の命を狙いながら、甘い言葉や暴力や虚言を巧みに用いて、秀明教会の信者が世界救世教に戻ってくるよう、籠絡を行ったとしている。
当時、世界救世教と秀明教会との両方の話を公平に聞き、秀明教会の離脱に追従するか世界救世教に戻るかを判断しようと考えた秀明教会の信者は、ほとんど秀明教会を選ばず、世界救世教に行ってしまったということがあった。このことを秀明教会は、邪神が不思議な力を発揮し、秀明教会の信者を地獄（世界救世教のこと）に引き込んだのだと理解した。そのため秀明教会内では、世界救世教側の説明会には出ないように、また、世界救世教側の信者の話は一切聞かないようにという通達が行われた。大阪の玉手山支部は、大部分の信者が世界救世教側に行ってしまい、半分以下の人数になってしまったとする。また、大阪の十三支部や、奈良の生駒支部などは、支部ぐるみで世界救世教に戻ってしまったが、離脱の神意では、これを世界救世教側が支部長を金銭と地位で買収したものとしており、離脱の神意の物語では、その支部長を邪神にやられた裏切り者として名指しで批判している。
かような、秀明教会側にとって厳しい妨害がはびこる中、離脱後に信者らに起こる奇跡、奇瑞はめざましくなったとしており、神 は世界救世教側ではなく、秀明教会を人類救済の唯一の機関に選んだのだという確信をもった。
そして、妨害工作の中、法律的にほとんど不可能と思われていた、離脱独立の法的手続きの認証が、奇跡的に同年6月2日に降り、秀明教会は奇跡の離脱、命がけの離脱を成就することが出来た。この奇跡的な認証こそが、世界救世教の数ある教会の中から、神 が秀明教会だけを唯一選んだとする認証であると信者らは信じている。
その後、世界救世教秀明教会は神慈秀明会と名称を変更し、世界救世教により廃止されていたとされている「教祖直筆の御神体」「屏風観音」「善言讃詞」「大黒天像奉斎」を、次々と教祖在世時と同様に復活 した。
その結果、奇跡の水や金粉銀粉の湧出現象など、世界救世教時代には発生しなかったような奇跡、奇瑞が起こるようになった。そのことをもって、離脱の神意では、神慈秀明会が世界救世教に代わって人類救済の唯一の機関となり、神 は小山美秀子の功績により、神慈秀明会だけに復活した証であると教えている。
それに引き替え、邪神の巣窟となった世界救世教は、次々と醜聞が新聞雑誌に掲載され、いまは世界救世教には奇跡も起こらず、信者らは全員地獄の生活をしている、と離脱の神意の物語は説いており、信者はそれを疑わず信じている。

### 解説
離脱の神意は、神慈秀明会の立教の根本を説く重要な教義であり、神慈秀明会の存在意義は離脱の神意の教義において説かれている。このことは、離脱の神意が、単なる過去の歴史の解説という程度の位置づけではなく、離脱の神意の否定が、神慈秀明会そのものの否定となってしまうほどの重要な位置づけとなっていることを意味する。
同教義の骨子を端的に説明すると、「神慈秀明会は崇高で正しく、天国にいる教祖から導かれ選ばれた、唯一正当な後継教団である。それにくらべて、世界救世教は邪神（邪悪な神）に操られた、もっとも邪悪で嫌忌すべき存在であり、近寄ってはいけないものである」ということになる。
離脱の神意は、次の2点を同時に説くものである。
1. 世界救世教という宗教がいかに劣悪で邪悪で教祖の意志に反した団体であるか。
2. それに比べ、世界救世教と神慈秀明会を比較し、神慈秀明会という団体や、会主小山美秀子、初代会長小山荘吉がいかにすばらしい存在か。

上記2点を説いた離脱の神意が、神慈秀明会の立教における重要な教義である事実は、下記の2点が、神慈秀明会の信仰の根本に組み込まれていることを意味する。
1. 神慈秀明会における、離脱の神意に基づいた、より高い信仰姿勢とは、すでに法人としては利害関係もなく無関係なはずの世界救世教を非難することである。これは、世界救世教への批判が、神慈秀明会の立教の意義、正統性、優秀性の確信につながるという密接な関係になっているためで、世界救世教への批判、非難という行為は、過去の一時的な感情ではなく、神慈秀明会の存在意義の再確認のため、現在においても常に必要不可欠な態度であり、信者のあるべき信仰姿勢となっている。神慈秀明会に入信するということは、世界救世教という宗教を非難、嫌忌することを義務づけられるということを意味し、これが出来ない信者は、#禁止事項とペナルティの段で後述するようなペナルティを課せられる可能性がある。
2. 神慈秀明会における、離脱の神意に基づいた、より高い信仰姿勢とは、離脱の神意の教義において活躍をし、多大な功績を残したとする、会主小山美秀子、前会長小山荘吉の功績と人間性を絶賛、賛美する事である。小山美秀子、小山荘吉、ひいては小山家の人物を絶賛賛美し、崇拝する姿勢は、神慈秀明会を信仰する上において、常識であり、理想形とみなされている。神慈秀明会に入信するということは、教団創始者の小山美秀子をはじめとする小山家に対し、無条件的な絶賛、賛美を行うことを義務づけられることを意味する。

神慈秀明会では、「離脱の神意が分からないと、この信仰のことは本当にはわからない」、とし、同教義の重要性を強調していた。神慈秀明会は、ともすれば単なる特定宗教団体への悪口に取られがちな離脱の神意を、そういう低俗な物ではなく、もっと崇高で奥の深いものである、と信者に説明していた。ある支部の支部長は、離脱の神意を何度も学び、世界救世教に対する、腹の底からの怒りの感情が出てくれば、信仰は一人前になったと言える、と説いていた。『離脱の神意』の教義を劇にした離脱劇が、青年部信者により毎年講演された。
離脱の神意の本質は、神慈秀明会の会主小山美秀子および前会長小山荘吉の功績に対する賛美と、世界救世教に対する憎悪をセットにして教義化したものである。離脱が行われて40年近く経った現在、すでに社会情勢も世界救世教の事情も全く変わっているのにもかかわらず、神慈秀明会は、同教義を通じて、1970年当時の事情を永遠の真理であるかのように学び、世界救世教に対する憎悪の心を現代まで伝え続けている。
神慈秀明会が持つ、世界救世教に対する敵意や嫌忌の感情は、教団内に自然発生した文化や風潮ではなく、教団が教義という形で、組織的、系統的、計画的、意図的に、信者に教育をした結果である。

### 影響
神慈秀明会の教義と、世界救世教および分派教団との教義はほぼ同一であるが、教団内の文化、風潮などはまったく異なっている。神慈秀明会が、世界救世教とも、その他の一般的な宗教団体とも異なる、独特の文化を形成している原因が、この『離脱の神意』の教義にあると考えられている。
立教当時から現在に至るまで、神慈秀明会は、
1. 教祖岡田茂吉の教義
2. 『離脱の神意』を基本とし、会主小山美秀子、前会長小山荘吉が作り上げた神慈秀明会独自の教義と文化

という、2系統の教義でなりたっていた。この2系統の教義は互いに矛盾しあっているため、教団の活動や、信者の行動、言行などが一貫性を欠いているという現象が発生している。
そして、神慈秀明会は、教祖の教義よりも、『離脱の神意』の教義のほうに、より強く影響を受けた教団であると言える。『離脱の神意』の教義は、神慈秀明会に、次のような特徴を形成している。
神慈秀明会は、世界救世教を、人類に害をなす最も邪悪な存在とみなし、世界救世教のいかなる実績も完全に否定し、世界救世教との交流をいっさい拒絶する（この考え方は、前述のインターフェイスの活動と矛盾している）。離脱の神意の教義と、教祖の教義は矛盾しているのだが、その矛盾を感じさせないよう、教祖の教義のほうに手を加えることで、教義の整合性を保っている。教義の大部分を削除したり、教祖の文章に大幅な改変をほどこしている。また、離脱の神意の価値観を信仰の基準ととらえており、離脱の神意の価値観に準じた信仰姿勢を示す信者を「高い信仰」をもった者として評価する。反対に、離脱の神意の価値観に反する態度を示す信者を「信仰の分からない者」または「邪神にやられた者（邪神の邪気によって魂を曇らされ、正常な判断が出来なくなり、邪神によって思考をあやつられている者）」と認識する。離脱の神意に反する態度とは、世界救世教に好意的感情を持つ事、小山美秀子や小山荘吉、小山家の人物を批判する事、離脱の神意を批判し、神慈秀明会の正統性を批判する事などである。
離脱の神意に従い、神慈秀明会では、信者に以下のように考えるようにと教育が行われ、実際に以下のような行動が行われてきた。信者は、世界救世教に関するもの（美術館などの施設、信者、出版物や品物。世界救世教が関わっているEM推進などの社会活動）を嫌忌、または恐怖する。信者は、世界救世教に関する品物、施設、人物は、すべて邪悪な気（邪気）が出ており、接触することで魂が穢れるとし、決して接触しようとしない。信者は、世界救世教には、神慈秀明会で起こるような奇跡は起こらず、世界救世教の信者は全員、不幸のどん底で地獄にいると信じている。離脱の神意の教義では、会主小山美秀子を、信者が神として崇められている教祖岡田茂吉が、天国からただ一人選んだ後継者的存在であるとしている。そのため、会主小山美秀子はいかなる過ちや間違った判断もするはずがなく、神に近い完璧な人間であると信じられている。その小山美秀子が率いる神慈秀明会であるので、この教団はいかなる過ちも犯さず、完璧であり、社会から愛され、永久に発展する宗教団体であると信じられている。
離脱の神意の教義を説くとき、当時の世界救世教の幹部や、秀明教会の離脱についてこなかった信者の話をする際、その個人名を隠すどころか、名前を明らかにして説明し、しかも、信者には、教義の一環として、それらの氏名を記憶させる。当時の救世教幹部や、離脱についてこなかった人物の氏名は、神慈秀明会においては、重要な教義となっている。なお、神慈秀明会では、そういった離脱の神意の悪役とされる人物の名を、名字の呼び捨てで説明していた。これは、離脱の神意の舞台であった昭和の時代において、当時のマスコミなどが、被疑者や容疑者の名字を呼び捨てにして報道していたことに由来していると思われる。この影響で、神慈秀明会ではいまでも、「邪神にやられ、神慈秀明会に敵対するようになった」とされる信者に対し、たとえその人物が目上や恩人、元幹部であっても、信者らはその人物の名字を呼び捨てにするようになる。
もともと離脱の神意の教義は、世界救世教だけに向けられた憎悪と嫌忌の教義だったのだが、信者はこの教義の影響を強く受けており、世界救世教以外の存在にもこの感情を向けることがある。神慈秀明会は、他宗教（世界救世教）を非難することを教義の根本に据えているため、自分たちを攻撃してくる存在を「邪神にやられているもの」として非難し、対決姿勢をとるということが文化として定着している。このため、世界救世教と無関係でも、神慈秀明会に批判的な活動、報道、団体、個人、元信者は、世界救世教と同様、邪神に操られていると考え、憎悪と嫌忌の感情を向けたり、まれに暴力を駆使しても対決しようとしたり、接触すると邪気のため魂が穢れると考え、避けようとする（例：「神慈秀明会の公式ホームページ以外のインターネットからは邪気が出ているから、見ると魂が穢れる」）。
世界救世教への憎悪の感情を全面に出している、神慈秀明会のこれらの態度は、本来、和を尊ぶべき宗教団体がとるべき態度として常識範囲を逸脱しているとし、他宗教や未信者から批判の的になっている。

### 禁止事項とペナルティ
前述の#戒律の項で説明したとおり、本来、神慈秀明会には、教祖の教義に従い、信者に課すべき戒律はないはずなのだが、この離脱の神意という教義は、事実上いくつかの禁止事項を生み出していると言える。そして信者らは、その禁止事項を破ることでペナルテイを受けることがある。
- 神慈秀明会の信者は、世界救世教の聖地や美術館、信者、書物などに接触してはいけない。それを好んでする信者は、監視や村八分、無視などといった迫害の対象になる。自主的な退会が促されたり、出入り禁止を申し渡される例もある。
- 岡田茂吉教祖ゆかりの品物（教祖直筆の書画、教祖の教えが書かれた書物、教祖の肉声が録音された録音テープやレコードなど）であっても、神慈秀明会から提供されたものでないものは、入手する事が懲罰や迫害の理由となるばかりか、焼却などの破棄を求められることもある。
- 神慈秀明会の職員は、世界救世教の聖地や美術館、信者、書物などに接触してはいけない。それを行った職員は、解雇や左遷など、懲罰の対象になる。
- 神慈秀明会に入信するものは、それまでの宗教を退会する必要はないが、世界救世教、およびその系列教団（真光系諸教団も含む）に関しては、退会、および所有しているお守りなどの信仰的なアイテムや、資料の破棄が求められる。
- 世界救世教およびその系列教団（真光系諸教団も含む）の信者で、その教団のおひかり（お守り）を首にかけている者に対し浄霊を行ったり、彼らから浄霊（真光系諸教団の場合は真光の業）を受けると、神慈秀明会の信者のかけているおひかりは穢れたとし、浄霊の力は失われたとされる場合がある。その場合、浄霊の力を復活するためには、お詫びお浄めという儀式が必要になる。したがって、世界救世教系他教団の信者らに浄霊を行うためには、彼らのかけているお守りを首からはずしてもらう必要がある。
- 世界救世教やその系列教団（真光系諸教団も含む）の信者は、原則として神慈秀明会の参拝施設に参拝することは出来ない。ただし、彼らのかけているお守りをはずして参拝にくることは許される場合がある。

これらの禁止事項を常習的に破り、退会処分にされたり、村八分や監視の対象になった信者が現れた場合、神慈秀明会は、その信者に接触しないように他の信者に指導する。これは、こういった信者は「邪神にやられた」と定義され、接触することで接触した他の信者も邪神にやられてしまう可能性があるからである。これは、離脱の神意の物語内で、離脱に際し、世界救世教と秀明教会と、両方の話を公平に聞き、離脱に追従するか世界救世教に戻るかを判断しようと考えた秀明教会の信者は、ほとんど秀明教会を選ばず、世界救世教に行ってしまったという話から来ており、離脱の神意の教義では、その理由を「邪神にやられたから」と説明している。
これらの禁止事項は、旧体制時代はどこの支部でもほぼ同様に守られていたが、 新体制になった近年では、拠点や教師により温度差がある。いまだに強く禁止しているところもあれば、鷹揚なところもある。ただし神慈秀明会自体はこれらの禁止事項を公には解除しておらず、世界救世教に触れた信者に対しおおらかな態度を取る拠点や教師がいたとしても、その行動や判断は公式的なものではなく、各拠点や各教師による個人的な采配であり、他の拠点や教師、教団本部には出来るだけ知られたくない行動となっている。

### 体制の変更とインターネットによる情報流通
前述の通り、神慈秀明会は、体制の変更にともない、教団の性質が大きく変わったが、この体制の変更は離脱の神意に関しても、間接的に多大な影響を与えた。
旧体制時代、神慈秀明会の信者が、離脱の神意の真偽を確認する事を、自らの意志で積極的に行うことは不可能であった。なぜなら、これらの真偽を確認するには世界救世教の資料や信者に接触して調査する必要があるが、前述の通り、教団によって教育され植え付けられた世界救世教への恐怖心と嫌悪心があるため、それらのものに近寄ることが出来ないからである。
このため、旧体制時代においては、離脱の神意という教義の真偽を疑うものなど信者には見あたらず、また、仮に疑いの心が生まれたとしても、それを確認するすべがなかったため、離脱の神意は、神慈秀明会という情報が制限され閉じた世界の中のみにおいて完璧な教義に見え、盤石な存在意義を示していた。また、この完璧で盤石な離脱の神意というものが、信者らにとって、神慈秀明会という宗教の優位性、絶対性の裏付けとなっていた。
しかし、新体制になって採用された、インターフェイスなどの新教義の影響もあり、旧体制時代には絶対に考えられなかった世界救世教の信者との交流を図り、神慈秀明会で明かされていない教祖の教義を研究しようとする信者などがわずかながら現れてきた。
一部の信者らが世界救世教に触れ、神慈秀明会で隠されていた教祖の教義などを知るに連れ、離脱の神意で学んできた事柄が真実ではないことや、知識不足や解釈の違いで別の取りようがあることなどを知る信者が徐々に増え、離脱の神意の盤石性が揺ぎ始めてきた。離脱の神意の信憑性が減ることは、信者らにとって、神慈秀明会という宗教の絶対性や優位性、そして教団の立教の正当性といった根本的なものまでが揺らいでいくということを意味する。
そして、インターネットの利用が一般的なものになるに連れ、そういったわずかな信者らによって、離脱の神意の教義の検証が、インターネットによる情報発信という形態で行われ始めてきた。数々の調査の結果離脱の神意の虚偽点や矛盾点などを発見し、それを研究、解説したホームページが数点登場した。その内容は離脱の神意という教義の致命的な矛盾点の指摘であり、教団の立教の根本を揺るがすような、教義上、信者らにとって深刻な内容であったため、これらのホームページは信者らに大きな衝撃を与え、話題になった。
閲覧する信者側にとっても、インターネットによる情報は、世界救世教に触れることなく読む事が出来るため、離脱の神意の教義によって植え付けられていた世界救世教に対する恐怖心に邪魔されることなく情報を得ることが出来、離脱の神意の教義への反証という情報はインターネットを利用する信者間に一挙に広まった。
現在、インターネットによる情報の流通により、インターネットを利用する多くの信者らには、神慈秀明会の立教の根本を説く離脱の神意という教義の大部分が真実ではないという考えが定着し、旧体制時代には存在していた、他の世界救世教系教団と比較した神慈秀明会の優位性、優秀性といったものは失われ、教団の立教の正当性にまで疑問がもたれている現状であるが、神慈秀明会自体は、現在でも旧体制と同様に、離脱の神意の教義を説き、インターネットで提示された離脱の神意の検証に対する反論などは、まるでそういった問題が存在していないかのように、まったく行われず、黙殺をしている。

## 会主信仰
会主信仰という言葉は、神慈秀明会の中では使われてはいないが、解説の便宜上必要なので暫定的に使用している。
もともと世界救世教系教団の信仰は、主催神である大光明（みろくおおみかみ）と、教祖であり神人合一である岡田茂吉が主な信仰の対象であり、これら以外を信仰することは教義からはずれている。これは小山美秀子会主もそのように明言しているのだが、神慈秀明会においては、事実上、会主であり教団創始者である小山美秀子に対する信仰が行われている。このことが、神慈秀明会の内部事情を複雑にし、信者の思想や行動に矛盾が発生している原因となっている。
小山美秀子は、世界救世教在籍中、教会長をしていた世界救世教秀明教会を、短期間で世界救世教内で最大級の教会に成長させ、その功績を買われて布教部長の要職についた経歴を有している。小山美秀子は真剣な信仰姿勢と強い布教指導力と、芸術を重要視する世界救世教において高い審美眼などを有していたことや、上流階級出身であり、上流階級社会との交流も厚かったことなどから、世界救世教においては希有な存在感を表しており、秀明教会の信者に対しては強力なカリスマ性を発揮していた。
なお、小山美秀子はキリスト教系の学校である自由学園の出身であり、ここでの学生生活においてキリスト教の影響を強く受けており、小山美秀子流のキリスト教観は神慈秀明会にも多大な影響を与えている。（ただし、小山美秀子流のキリスト教観に基づく信仰観と、教祖の教義には大きな差異がある。）
独立後の神慈秀明会では、そんな会主小山美秀子を、神 が神界から選んだ唯一の後継者であるとし、小山美秀子だけがこの神に対する正しい信仰のあり方を指導できる唯一の人物であるとしている。そして、小山美秀子の指導からはずれた信仰を行うと、たちまち邪神に憑依され、魂が汚れ、地獄に堕ちると信者に教えている（この思想は前述の離脱の神意から来ている）。
表現を変えると、神慈秀明会の信者が信じているものは、教祖の教えそのものではなく、教祖の教えを唯一正しく取り次ぐことが出来るとする小山美秀子を信じているということも出来る。
そのため、小山美秀子の判断や指導が教祖の教義の記述と矛盾していたとしても、信者は小山美秀子の方が正しいと判断する。その延長として、直接的に小山美秀子の指導とは限らない神慈秀明会の活動方針や各拠点の活動方針が教祖の教義と矛盾していても、会主小山美秀子の名の下にその矛盾は許容され、受け入れられている。事実、神慈秀明会の活動や思想には、教祖の教義との矛盾点や問題点が多数発見されている。
一例として、次のような事実がある。神慈秀明会で公開している教祖の教義は、わずか100篇程度、全体の5%以下しか信者に公開していない のだが、その事実に対し、信者は会主小山美秀子がこれで十分であると選択した教えであるのだから、それ以上の教えを読む必要ないなどと理解し、むしろそれ以外の、神慈秀明会が信者に出していない教えを読むことは害にすらなる（邪神に憑依される。魂が汚れる。地獄に堕ちる。）という考えがひろく一般的になっている。このことは、神慈秀明会の常識として、教祖よりも小山美秀子の言動を重要視している証拠であるといえる。
ところが、小山美秀子自身は、神と信者との関係性について、次のように説いている。「今までの考えでいけば、私をその間（註：神と信者との間）の取り次ぎ者とみるかも知れない。しかしこれはたいへんな誤りです。何者も介しないのです。
小山美秀子の思想が、神と人との間には何者も介さないというものでありながら、現実問題として、神慈秀明会では、神慈秀明会という団体や、会主小山美秀子を介さないと、大光明（みろくおおみかみ）や岡田茂吉とつながることは出来ないと暗に説いている。その結果、神慈秀明会の信者は、会主が「何者も介さない」と言っているのだから自分たちの信仰には何者も介在していないはずであると信じながら、同時に神慈秀明会という団体や会主小山美秀子を介さないと信仰は出来ないとも信じている。また、それは事実上、会主小山美秀子に対する信仰になってしまっているということに気づいていない。だが多くの信者はこの矛盾に気づいておらず、この点が信者の言動や思想における様々な矛盾発生の原因になっている。
また、神慈秀明会における教祖の教義の学びとは、教祖の教えそのものを学ぶのではなく、教祖の教えを会主小山美秀子がどのように理解し、とらえたかということを学ぶことである。そのことを反映して、神慈秀明会では教祖の教義そのものを学ぶ機会が大変少なく、主な学びは会主小山美秀子の残した言葉に対する物が大部分である。事実、神慈秀明会の会報「秀明」には、教祖の論文や教えよりも、会主小山美秀子の言葉や考え、体験などのほうがはるかに多く掲載されている。その結果、神慈秀明会の信者は、岡田茂吉の信者であるとしながら、岡田茂吉の功績や歴史、思想に関する知識や理解が、他の世界救世教系教団の信者に比べ著しく乏しい。信者らは、教祖に関する知識がほとんど無いにもかかわらず、自らの教団を教祖の教えを引き継ぐ唯一の教団であると自負しなくてはいけない事も、この教団の信者が抱えている矛盾である。
神慈秀明会が短期間で急激な発展を遂げたのは、強力なカリスマ性と布教指導力をもった小山美秀子会主の功績である。そんな小山美秀子の強大な影響のもと、教祖に関する知識や資料が乏しい神慈秀明会においては、年月とともに徐々に教祖の影響が薄れ、教祖の影響が強い他の世界救世教系教団とは異なる価値観や文化を有することとなり、いわば小山流とも言えるような独自の方向に大きく塗り替えられた教団となったのは、自然な成り行きとも言えるだろう。
なお、小山美秀子に対する信仰は、小山家（前会長小山荘吉、現会長小山弘子）に対する信仰につながっており、現在においては、現会長の小山弘子が小山美秀子に近い存在として特別視されている。

### 教団による小山家神聖化の実例
教団は、長年の活動下において、信者への教育、教義の勉強会、建築物などを通じて、教祖本来の教義とは矛盾している、「会主小山美秀子、および小山家の神聖化」を、神慈秀明会の教義に織り込み、教祖の影響を弱め、会主小山美秀子や小山家の影響を強めてきた。以下はその実例である。
会主の名から命名(MIHO MUSEUM)
神慈秀明会は、信楽の山中にMIHO MUSEUMという美術館を持っているが、この名称は会主小山美秀子の美秀（みほ）に由来する。なお、教祖による美術館の命名規則によると、「箱根美術館」「熱海美術館」などのように、地名を冠するか、または「救世美術館」のように、教義に基づく名称とすべきだった。
会主様讃歌・絵本
平成15年に死去した会主・小山美秀子を偲んで、平成17年頃より「讃美歌・絵本作成」の機運が高まり、作成された。讃美歌は、全信者に対して作詞作曲の公募が行われた。平成18年に完成した「会主様讃歌」は、平成19年に本部の式典において、教祖殿にて斉唱されるようになった。絵本は平成18年より一冊4000円程する豪華な装丁で販売開始されている。現在、教団において、会主の絵本は教祖の絵本よりも豪華であり、会主の賛美歌は教祖の賛美歌よりも頻繁に歌われている。
神域内の墓所
神慈秀明会において神域とされる神苑内に、会主小山美秀子、前会長小山荘吉の功績をたたえるメモリアルが存在する（本項目#建設の「彫刻等」の項を参照）。信者らはメモリアルを介し、会主・元会長へ祈りを捧げている。教祖よりも先に祈りを捧げられることも珍しくない。また、このメモリアルは、大黒堂よりも上位の位置にある。さらにメモリアルには、「小山家代々の霊位」と書き記されており、これは実質的には墓所である。神聖とされる神苑内に墓所を設けた小山家が、教団内において如何に特別な存在とされているのかがわかる。
会主の名を冠する学校設立計画（MIHO美学院中等教育学校）
平成19年になり、本格的に学校法人設立の動きがはじまり、「建学の精神」というものが発表される。その中身は小山美秀子師の言葉・自己流の教義解釈で彩られ、教祖の言葉は皆無である。そして学校名には教祖の名前・教義の痕跡すら見ることができない。（学校名は、平成18年に信者から募集し、平成19年5月3～5日の記念大祭で発表された。）

## 報道
宗教法人「神慈秀明会」、会長ら16億円申告漏れ
（2006年4月19日。朝日新聞（関西版）ほか）
朝日新聞（関西版）、毎日新聞、産経新聞、その他関西地方紙多数、日本テレビ系列によるニュース報道である。約35万人の信者をもつとされる宗教法人「神慈秀明会」の設立者であり、03年11月に死去した小山美秀子の遺産をめぐり、同会と小山弘子会長ら親族が大阪国税局の税務調査を受け、相続税など計約16億円の申告漏れを指摘されていたことが2006年4月18日に判明。美秀子の遺産相続に関して、遺族は課税価格で合計約31億1200万円を申告していたが、それ以外に16億円の申告漏れが確認された。会主・美秀子の遺産は、合計50億円近くあったことになる。
大阪国税局の調査では、美秀子の所有していた古美術品のうち、約700点（10億円相当）をMIHO MUSEUMの運営団体に寄贈されたように処理されており、本来、宗教団体への寄付は非課税になるはずだったが、これらの古美術品について非課税措置を受けるために必要な書類が税務当局に提出されておらず、寄付した物と認められなかった。その他、京都国立博物館に寄託していた茶道具や掛け軸など約40点（4億5000万円相当）も同様に申告漏れが発覚。教団の施設（教祖殿）に約80点の古美術品（1億円相当）が隠されており、これも同様に申告漏れと判断。
同国税局は、この寄贈を相続税逃れの悪質な仮装工作だったと判断。相続された古美術品約800点は、同会に寄贈したように装うなどしていたとし、大阪国税局は意図的な隠蔽にあたると認定。追徴税額は重加算税などを含めて計約10億円にのぼるとみられる。これらの美術品の大半は弘子の相続財産と認定された。弘子らは修正申告に応じている。
美秀子の次男であり同会役員である人物が、発注の施設工事に絡んで請負業者から得た謝礼金計1億円を自分が代表を務める赤字会社が受け取ったことにし、個人の所得申告から除外していた事実が発覚。兵庫県内の同会名義の不動産を弘子らが独占使用していたことについて、大阪国税局は「家賃が著しく低額で、弘子らへの給与にあたる」と認定。源泉所得税の徴収漏れを指摘。
神慈秀明会側は、美秀子の「会に寄付した」と言う生前の言葉に従い、遺産との認識はなかった。指摘はすべて認め、追徴課税に応じたとコメント。信者に対しては、今回の件は国税局と会との見解の相違であり、寄付が認められず残念であると説明している。美秀子自身が神慈秀明会から合計50億円もの報酬を得ていたことを、今回、追徴課税に応じたことで事実上認めた形になった。このことは信者からも批判を受けているが、それに関する信者に向けた明確な説明は行われていない（2006年4月22日）。
美秀子の次男は、1億円の違法な収得を行ったとする報道に対し、2006年4月24日付で報道を行った朝日新聞に対し訴訟を起こし、反論を行う意思表明をしたが、神慈秀明会側は報道を真実とし、次男の役職を解任、出入り禁止を要請した（2006年4月30日）。
神慈秀明会は、今回の報道を小山家の問題ではなく会の公的な問題ととらえ、一部の責任者の解任に踏み切った（2006年4月30日）。
神慈秀明会は、贈与扱いになっていなかった美術品を改めて買い取ることにし、弘子はその代金で相続税を支払ったという。このことは、信者から集めたお金で得た報酬から美術品を買い、さらにそれを信者から集めたお金であらためて買い取ったことになるため、さらに批判を集めている（2006年5月1日）。
「古代ローマの盗掘品返して」伊政府、日本に要請へ
（2007年1月11日。読売新聞より）
日本国内美術品の中に、古代ローマの遺跡などから盗掘品が多数含まれている疑いが強まり、イタリア政府が目録をまとめ、文化庁に早期返還の協力要請をすることになった。 返還対象は100点に達する見込み。当局が特に関心を持っているのは滋賀県の美術館MIHOMUSEUMの所蔵品。スイスを拠点に盗掘に携わっていた国際シンジケートから、同美術館が購入した可能性が強いという。
盗掘古美術品の海外流出、伊検察側が滋賀の美術館名指し
（2007年6月2日。読売新聞より）
イタリアで盗掘美術品が流出した事件で、公判に出席した伊検察側の鑑定人により「日本のMIHOMUSEUMも盗掘品を所蔵している」と指摘される。MIHOMUSEUMが所蔵する大理石の装飾彫刻など、伊捜査当局が国際密輸シンジケートから押収した盗掘品写真中に「同一品が見つかっている」という。
「借金知りながら献金を勧誘」 京都地裁、神慈秀明会に賠償命令
（2007年12月26日。京都新聞、毎日新聞、朝日新聞より）
神慈秀明会被害ネットワークHP のWWWサイトを通じて関係者の注目を集めていた献金訴訟裁判に、京都地裁の一審判決が2007年12月25日に下った。京都地裁中村哲裁判長は、約2000万円の損害賠償を求めた本訴訟に対し、宗教法人神慈秀明会とその代表者らに、660万円の支払いを命じた。
判決では、「借金の存在を認識した上での献金の勧誘行為は、社会的に相当な範囲を超えており違法である。」「経済的破綻を目前とした時期の600万円の献金は、自由な意思に基づいていたとはいえない。」とした。神慈秀明会側は、献金はあくまで信者らの自由意志であると主張しており、事実認定への不服を理由に即日の控訴を行った。
中村浩二「信じられない」ノーマークの日本人が栄冠…グラミー賞
（2008年2月12日。産経新聞、スポーツ報知、日刊スポーツ、読売新聞より）
第50回グラミー賞において、ほとんどノーマークであった日本人アーティストがグラミー賞の栄冠を得た。受賞したのは米国で活動する太鼓奏者の中村浩二(48)であり、最優秀ニューエージアルバム部門を受賞したユニット「ポール・ウィンター・コンソート」のアルバム「Crestone」に参加した（Crestoneについては#クレストンセンター建設の節を参照のこと）。グラミー賞史上4人目の日本人受賞者となる。
中村は、2001年まで秀明太鼓（神慈秀明会の和太鼓チーム）のリーダーを務めていた人物であり、現在は秀明アメリカ太鼓ディレクターの立場より、後進の太鼓指導などを行っている。
香港でバス横転、乗客18人が死亡
（2008年5月2日。AP通信、TBS Newsiより）
香港で1日、団体客を乗せた貸し切りバスが走行中に横転する事故があり、18人が死亡。西貢で宗教団体(香港神慈秀明会)を乗せた貸し切りバスが宗教行事(記念大祭)に向かう途中、カーブ付近で道路脇の壁に激突し横転。AP通信によると、この事故で乗客18人が死亡、運転手を含む44人がけが。乗客の多くは老人で、死亡したのは全員女性だったという。香港の日本総領事館によると、死傷者に日本人は含まれていないとのこと。運転手は危険運転致死の疑いで逮捕、「ブレーキがきかなかった」と話している。
町助役、業者から謝礼？ 宗教法人への町有地売却で
（2008年5月7日。朝日新聞 asahi.comより）
滋賀県・旧信楽町の町有地を宗教法人「神慈秀明会」が買収した際、当時の町助役（66）が、神慈秀明会から買収業務を任された大津市の不動産会社に便宜を図り、見返りに同社側から多額の謝礼を受け取っていた疑いのあることが、関係者の話でわかった。町は不動産鑑定をせず土地を売却。同社は高値で神慈秀明会に転売し、数億円の利ざやを得ていたという。滋賀県警もこの取引を把握、事情を聴いている。
問題の町有地は登記簿上の面積は約6万5千平方メートル。神慈秀明会の教祖殿の南東数百メートルにある。広報担当者によると「不動産会社を信頼し取引を一任していた。町の売却価格が約5200万円だったことは知らずに購入した」。この問題を受けて、謝礼を受け取ったとされる町助役の元上司で、甲賀市副市長である人物が、その役職を辞任した。なお、副市長は神慈秀明会の美術館であるMIHO MUSEUMの理事でもあった。
岩永峯一元農相、6000万円献金隠し。宗教法人と親密。
（2009年02月13日。朝日新聞1面）
小泉政権で農水相をつとめた岩永峯一衆院議員が、神慈秀明会から得た政治献金6000万円を政治資金収支報告書に記載していないことがわかった。金を隠した岩永は、政治資金規正法違反の疑いがある。
朝日新聞が取材を進めると、岩永と神慈秀明会との蜜月が浮かび上がった。長男は神慈秀明会の関連団体である秀明文化財団の事務職職員となり、財団から十数年にわたり、月20万から30万円の給与を受けていた。また、岩永自身も、十数年以前の滋賀県議時代からつながりがあったことを認めている。
神慈秀明会側は朝日新聞の取材に対し、6000万円の政治献金を行ったことを認めたが、岩永側は献金を受けていなかったとし、証言は食い違っている。

神慈秀明会は暴行で七名の死亡事件を起こしている。
第213回国会（常会）
質問主意書
質問第一三八号
右の質問主意書を国会法第七十四条によって提出する。
　令和六年五月十七日
　　浜田　聡

## 備考
- 林真理子の小説「紫色の場所」に登場する「久慈尊光教（くじそんこうきょう）」のモデルとされている。
- 1992年にフジテレビ系列で放送されたドラマ、素顔のままでの第一話冒頭において、安田成美演じる主人公が、駅前で「あなたの健康と幸せをお祈りさせてください」と声をかけられるシーンがある。
- 信楽の本部近くにある美術館、MIHO MUSEUMの運営母体である。
- NPO法人 秀明インターナショナル および 秀明自然農法ネットワーク は、神慈秀明会の関係団体である。
- 次の団体は、秀明という名称が共通である以外、神慈秀明会とは資本・人材を始め一切の関係を持たない。
  - 医療法人秀明会
  - 学校法人秀明大学